# 1943
| [ Edytuj tabelę ]                                                | |
| Prezydent Polski na uchodźstwie                                  | - 1939 Władysław Raczkiewicz 1947 |
| Premier rządu RP na uchodźstwie                                  | - 1939 Władysław Sikorski 1943 - 1943 Stanisław Mikołajczyk 1944 |
| Generalny gubernator ziem polskich (okupacja niemiecka)          | - 1939 Hans Frank 1945 |
| Król Afganistanu                                                 | - 1933 Mohammad Zaher Szah 1973 |
| Premier Afganistanu                                              | - 1929 Mohammad Haszim Chan 1946 |
| Król Albanii                                                     | - 1939 Wiktor Emanuel III 1943 |
| Premier Albanii                                                  | - 1941 Mustafa Merlika 1943 - 1943 Eqrem Libohova 1943 - 1943 Maliq Bushati 1943 - 1943 Eqrem Libohova 1943 - 1943 Ibrahim Biçaku 1943 - 1943 Mehdi Frashëri 1943 - 1943 Rexhep Mitrovica 1944 |
| Współksiążęta Andory                                             | - 1940 Ricardo Fornesa i Puigdemasa (p.o.) 1943 - 1943 Ramón Iglesias i Navarri 1969 - 1940 Philippe Pétain 1944                                                                               |
| Król Arabii Saudyjskiej                                          | - 1932 Abd al-Aziz ibn Su’ud 1953 |
| Prezydent Argentyny                                              | - 1942 Ramón Castillo 1943 - 1943 gen. Arturo Rawson 1943 - 1943 Pedro Ramírez 1944 |
| Premier Australii                                                | - 1941 John Curtin 1945 |
| Król Belgów                                                      | - 1934 Leopold III 1951 |
| Premier Belgii                                                   | - 1939 Hubert Pierlot 1945 |
| Król Bhutanu                                                     | - 1926 Jigme Wangchuck 1952 |
| Prezydent Boliwii                                                | - 1940 Enrique Peñaranda 1943 - 1943 Gualberto Villarroel 1946 |
| Prezydent Brazylii                                               | - 1930 Getúlio Vargas 1945 |
| Sułtan Brunei                                                    | - 1924 Ahmad Tajuddin 1950 |
| Car Bułgarii                                                     | - 1918 Borys III 1943 - 1943 Symeon II 1946 |
| Premier Bułgarii                                                 | - 1940 Bogdan Fiłow 1943 - 1943 Petyr Gabrowski (p.o.) 1943 - 1943 Dobri Bożiłow 1944 |
| Prezydent Chile                                                  | - 1942 Juan Antonio Ríos 1946 |
| Prezydent Chin                                                   | - 1931 Lin Sen 1943 - 1943 Czang Kaj-szek 1949 |
| Prezydent Chorwacji                                              | - 1941 Ante Pavelić 1945 |
| Prezydent Czechosłowacji na emigracji                            | - 1940 Edvard Beneš 1945 |
| Król Danii                                                       | - 1912 Chrystian X 1947 |
| Premier Danii                                                    | - 1942 Erik Scavenius 1943 |
| Dalajlama                                                        | - 1940 Tenzin Gjaco |
| Prezydent Dominikany                                             | - 1942 Rafael Trujillo 1952 |
| Władca Egiptu                                                    | - 1936 Faruk I 1952 |
| Premier Egiptu                                                   | - 1942 Mustafa an-Nahhas 1944 |
| Prezydent Ekwadoru                                               | - 1940 Carlos Alberto Arroyo del Rio 1944 |
| Cesarz Etiopii                                                   | - 1941 Hajle Syllasje 1974 |
| Premier Etiopii                                                  | - 1942 Mekonnyn Yndalkaczeu 1957 |
| Prezydent Filipin                                                | - 1935 Manuel Quezon 1944 - 1943 Jose Laurel 1945 |
| Prezydent Finlandii                                              | - 1940 Risto Ryti 1944 |
| Premier Finlandii                                                | - 1941 Johan Wilhelm Rangell 1943 - 1943 Edwin Linkomies 1944 |
| Prezydent Francji                                                | - 1940 Philippe Pétain 1944 |
| Premier Francji                                                  | - 1942 Pierre Laval 1944 |
| Król Grecji                                                      | - 1935 Jerzy II 1947 |
| Premier Grecji                                                   | - 1941 Emanuil Tsuderos 1944 |
| Prezydent Gwatemali                                              | - 1931 Jorge Ubico 1944 |
| Prezydent Haiti                                                  | - 1941 Élie Lescot 1946 |
| Premier Hiszpanii                                                | - 1939 Francisco Franco 1973 |
| Król Holandii                                                    | - 1890 Wilhelmina 1948 |
| Premier Holandii                                                 | - 1940 Pieter Sjoerds Gerbrandy 1945 |
| Prezydent Hondurasu                                              | - 1933 Tiburcio Carías Andino 1949 |
| Szach Iranu                                                      | - 1941 Mohammad Reza Pahlawi 1979 |
| Premier Iranu                                                    | - 1942 Ahmad Ghawam 1943 - 1943 Ali Sohejli 1944 |
| Władca Indii                                                     | - 1936 Jerzy VI 1950 |
| Król Irlandii                                                    | - 1936 Jerzy VI Windsor 1949 |
| Prezydent Irlandii                                               | - 1938 Douglas Hyde (polityk) 1945 |
| Premier Irlandii                                                 | - 1932 Éamon de Valera 1948 |
| Cesarz Japonii                                                   | - 1926 Hirohito 1989 |
| Premier Japonii                                                  | - 1941 Hideki Tōjō 1944 |
| Król Jugosławii                                                  | - 1934 Piotr II 1945 |
| Premier Jugosławii                                               | - 1942 Slobodan Jovanović 1943 - 1943 Miloš Trifunović 1943 - 1943 Božidar Purić 1944 |
| Premier Kanady                                                   | - 1935 William Lyon Mackenzie King 1948 |
| Emir Kataru                                                      | - 1913 Abd Allah ibn Kasim Al Sani 1949 |
| Prezydent Kolumbii                                               | - 1942 Alfonso López Pumarejo 1945 |
| Patriarcha Konstantynopola                                       | - 1936 Beniamin 1946 |
| Gubernator Korei (okupacja japońska)                             | - 1942 Kuniaki Koiso 1944 |
| Prezydent Kostaryki                                              | - 1940 Rafael Ángel Calderón Guardia 1944 |
| Prezydent Kuby                                                   | - 1940 Fulgencio Batista 1944 |
| Premier Kuby                                                     | - 1942 Ramón Zaydín 1944 |
| Prezydent Libanu                                                 | - 1943 Biszara al-Churi 1943 - 1943 Émile Eddé 1943 - 1943 Biszara al-Churi 1952 |
| Premier Libanu                                                   | - 1943 Rijad as-Sulh 1945 |
| Prezydent Liberii                                                | - 1930 Edwin Barclay 1944 |
| Książę Liechtensteinu                                            | - 1938 Franciszek Józef II 1989 |
| Premier Liechtensteinu                                           | - 1928 Josef Hoop 1945 |
| Premier Litwyna emigracji                                        | - 1940 Stasys Lozoraitis 1983 |
| Wielki książę Luksemburga                                        | - 1919 Szarlotta 1964 |
| Premier Luksemburga                                              | - 1937 Pierre Dupong 1953 |
| Cesarz Mandżukuo                                                 | - 1934 Pu Yi 1945 |
| Sułtan Maroka                                                    | - 1927 Muhammad V 1953 |
| Prezydent Meksyku                                                | - 1940 Manuel Ávila Camacho 1946 |
| Książę Monako                                                    | - 1922 Ludwik II 1949 |
| Minister stanu Monako                                            | - 1937 Émile Roblot 1944 |
| Przewodniczący Prezydium Małego Churału Państwowego Mongolii     | - 1940 Gonczigijn Bumcend 1951 |
| Premier Mongolii                                                 | - 1939 Chorlogijn Czojbalsan 1952 |
| Król Nepalu                                                      | - 1911 Tribhuvan 1950 |
| Premier Nepalu                                                   | - 1932 Juddha Shumsher Jang Bahadur Rana 1945 |
| Prezydent Niemiec                                                | - 1934 Adolf Hitler (führer) 1945 |
| Kanclerz Niemiec                                                 | - 1933 Adolf Hitler 1945 |
| Prezydent Nikaragui                                              | - 1937 Anastasio Somoza García 1947 |
| Król Norwegii                                                    | - 1905 Haakon VII 1957 |
| Premier Norwegii                                                 | - 1935 Johan Nygaardsvold 1945 |
| Premier Nowej Zelandii                                           | - 1940 Peter Fraser 1949 |
| Sułtan Omanu                                                     | - 1932 Sa’id ibn Tajmur 1970 |
| Prezydent Panamy                                                 | - 1941 Ricardo Adolfo de la Guardia Arango 1945 |
| Papież                                                           | - 1939 Pius XII 1958 |
| Prezydent Paragwaju                                              | - 1940 gen. Higinio Morínigo 1948 |
| Prezydent Peru                                                   | - 1939 Manuel Prado Ugarteche 1945 |
| Premier Południowej Afryki                                       | - 1939 Jan Smuts 1948 |
| Prezydent Portugalii                                             | - 1926 António Óscar de Fragoso Carmona 1951 |
| Premier Portugalii                                               | - 1932 António de Oliveira Salazar 1968 |
| Król Rumunii                                                     | - 1940 Michał 1947 |
| Premier Rumunii                                                  | - 1940 Ion Antonescu 1944 |
| Prezydent Salwadoru                                              | - 1931 Maximiliano Hernández Martínez 1944 |
| Kapitanowie regenci San Marino                                   | - 1942 Carlo Balsimelli Renato Martelli 1943 - 1943 Marino Michelotti Bartolomeo Manzoni Borghesi 1943 - 1943 Marino Della Balda Sante Lonfernini 1944                                         |
| Sekretarz Stanu do spraw Politycznych i Zagranicznych San Marino | - 1918 Giuliano Gozi 1943 - 1943 Gustavo Babboni 1945 |
| Prezydent Słowacji                                               | - 1939 Jozef Tiso 1945 |
| Premier Słowacji                                                 | - 1939 Vojtech Tuka 1944 |
| Prezydent Syrii                                                  | - 1941 Tadż ad-Din al-Hasani 1943 - 1943 Dżamil al-Ulszi (p.o.) 1943 - 1943 Ata al-Ajjubi 1943 - 1943 Szukri al-Kuwatli 1949                                                                   |
| Premier Syrii                                                    | - 1942 Husni al-Barazi 1943 - 1943 Dżamil al-Ulszi 1943 - 1943 Ata al-Ajjubi 1943 - 1943 Sad Allah al-Dżabiri 1944                                                                             |
| Prezydent Szwajcarii                                             | - 1943 Enrico Celio 1943 |
| Król Szwecji                                                     | - 1907 Gustaw V 1950 |
| Premier Szwecji                                                  | - 1936 Per Albin Hansson 1946 |
| Król Tajlandii                                                   | - 1935 Ananda Mahidol 1946 |
| Premier Tajlandii                                                | - 1938 Plaek Pibulsongkram 1944 |
| Król Tonga                                                       | - 1918 Salote Tupou III 1965 |
| Premier Tonga                                                    | - 1941 Solomone Ula Ata 1949 |
| Prezydent Turcji                                                 | - 1938 İsmet İnönü 1950 |
| Premier Turcji                                                   | - 1942 Şükrü Saracoğlu 1946 |
| Prezydent Urugwaju                                               | - 1938 Alfredo Baldomir 1943 - 1943 Juan José de Amézaga 1947 |
| Prezydent USA                                                    | - 1933 Franklin Delano Roosevelt 1945 |
| Prezydent Wenezueli                                              | - 1941 Isaías Medina Angarita 1945 |
| Regent Królestwa Węgier                                          | - 1920 Miklós Horthy 1944 |
| Premier Węgier                                                   | - 1942 Miklós Kállay 1944 |
| Monarcha Wielkiej Brytanii                                       | - 1936 Jerzy VI 1952 |
| Premier Wielkiej Brytanii                                        | - 1940 Winston Churchill 1945 |
| Cesarz Wietnamu                                                  | - 1926 Bảo Đại 1945 |
| Król Włoch                                                       | - 1900 Wiktor Emanuel III 1946 |
| Premier Włoch                                                    | - 1922 Benito Mussolini 1943 - 1943 Pietro Badoglio 1944 |
| Przywódca ZSRR                                                   | - 1924 Józef Stalin 1953 |
| Premier ZSRR                                                     | - 1941 Józef Stalin 1953 |

Rok 1943 / MCMXLIII
stulecia: XIX wiek ~
XX wiek ~
XXI wiek

dziesięciolecia:
1910–1919 •
1920–1929 •
1930–1939 •
1940–1949
• 1950–1959
• 1960–1969
• 1970–1979

lata: 1933 «
1938 «
1939 «
1940 «
1941 «
1942 «
1943
» 1944
» 1945
» 1946
» 1947
» 1948
» 1953

## Rok 1943 ogłoszono
- Rokiem Świętym Jakubowym

## II wojna światowa
- wojna w Afryce Północnej
- wojna w Azji i na Pacyfiku
- wojna w Europie
- wojna w Polsce

## Pozostałe wydarzenia w Polsce
- 2 stycznia – niemieccy żandarmi zamordowali w kolonii Boiska dwie polskie rodziny udzielające pomocy Żydom.
- 13 stycznia – w Szydłowcu hitlerowcy zlikwidowali getto żydowskie.
- 17 stycznia – zamachy Gwardii Ludowej na kina dla Niemców w Warszawie.
- 18 stycznia – początek drugiej akcji deportacyjnej w getcie warszawskim i pierwsze walki żydowskiej samoobrony pod dowództwem Mordechaja Anielewicza.
- 19 stycznia – utworzono Związek Walki Młodych.
- 22 stycznia – generał Stefan Rowecki wydał rozkaz o utworzeniu Kedywu AK.
- 25/26 stycznia – powstanie zamojskie: polscy partyzanci stoczyli w nocy bitwę z osiedleńcami niemieckimi we wsi Cieszyn, zabijając 160 z nich.
- 28 stycznia – niemiecka żandarmeria rozpoczęła dwudniową pacyfikację wsi Dzierążnia na Zamojszczyźnie, w której zginęło ponad 60 mieszkańców.
- 29 stycznia:
  - niemiecka żandarmeria spacyfikowała wsie Budy i Huta Dzierążyńska na Zamojszczyźnie, mordując 71 osób.
  - niemiecka żandarmeria spacyfikowała wieś Sumin na Zamojszczyźnie, mordując około 50 osób, w większości Ukraińców.
- 1 lutego – powstanie zamojskie: partyzanci z Batalionów Chłopskich rozbili w bitwie pod Zaborecznem niemiecki oddział mający dokonać pacyfikacji wsi.
- 2 lutego – Niemcy wymordowali w Imbramowicach wędrowny tabor cygański, ofiarą masakry padło około 50–60 Romów.
- 3 lutego – gubernator Hans Frank wprowadził trzydniową żałobę po klęsce wojsk niemieckich pod Stalingradem.
- 4 lutego – porażka oddziału AK w bitwie pod Lasowcami na Zamojszczyźnie.
- 9 lutego – powstańcy UPA dokonali masakry polskiej ludności we wsi Parośla I na Wołyniu.
- 19 lutego:
  - Jan Stanisław Jankowski został Delegatem Rządu na Kraj, w miejsce aresztowanego przez Niemców Jana Piekałkiewicza.
  - Kierownictwo Walki Cywilnej skazało na karę infamii i nagany polskich aktorów występujących w nazistowskim filmie propagandowym Powrót do ojczyzny.
- 23 lutego – oddział Gwardii Ludowej opanował Głogów Małopolski.
- 24 lutego – w ramach represji za pomoc udzielaną Żydom okupanci niemieccy spacyfikowali wieś Paulinów, mordując 11 Polaków oraz trzech uciekinierów korzystających z ich wsparcia.
- 7 marca – około 130 osób zginęło w czasie pacyfikacji wsi Kaszyce na Podkarpaciu przez oddziały niemiecko-ukraińskie.
- 9 marca – Adolf Hitler zalegalizował aborcję na ziemiach polskich.
- 12 marca – oddział partyzancki „Jędrusie” i miejscowa placówka AK rozbiły więzienie w Opatowie, uwalniając około 80 więźniów.
- 13–14 marca – likwidacja krakowskiego getta.
- 15 marca – w Siedliskach pod Miechowem Niemcy zamordowali rodzinę Baranków oraz czterech ukrywanych przez nią Żydów.
- 18 marca:
  - Kierownictwo Walki Cywilnej ogłosiło, że szmalcownictwo będzie karane śmiercią.
  - w wyniku niemieckiej pacyfikacji zginęło około 200 mieszkańców Różańca (powiat biłgorajski).
- 21 marca – utworzono Krajową Reprezentację Polityczną.
- 26 marca – w Warszawie miała miejsce akcja pod Arsenałem, zorganizowana przez Szare Szeregi.
- 26/27 marca – w nocy oddział UPA dokonał masakry ponad 180 Polaków we wsi Lipniki na Wołyniu. Z rzezi został ocalony przez ojca 1,5-roczny Mirosław Hermaszewski.
- 27 marca – w odwecie za przeprowadzoną poprzedniego dnia akcję pod Arsenałem rozstrzelano 140 więźniów Pawiaka.
- 29 marca:
  - grupy powstańców UPA dokonały zbrodni w Pendykach na 150 i w Halinówce na 40 Polakach.
  - oddział „Jędrusiów” wspólnie z grupą AK rozbił więzienie niemieckie w Mielcu i uwolnił 126 więźniów.
- 6 kwietnia – w Kowlu doszło do buntu ukraińskich policjantów, którzy zabili 18 Niemców i uwolnili osoby przetrzymywane w miejscowym więzieniu i obozie pracy przymusowej.
- 7 kwietnia – w Warszawie powstała Polska Armia Ludowa.
- 8 kwietnia – rzeź wołyńska: 130 Polaków zostało zamordowanych przez UPA i ludność ukraińską w osadzie Brzezina w powiecie sarneńskim.
- 15 kwietnia – w getcie w Kopyczyńcach w dawnym województwie tarnopolskim hitlerowcy rozstrzelali około 500 Żydów.
- 16 kwietnia – Polski Rząd na Uchodźstwie zwrócił się do Międzynarodowego Czerwonego Krzyża o zbadanie okoliczności zbrodni katyńskiej.
- 17 kwietnia – ponad tysiąc Żydów zostało rozstrzelanych w czasie likwidacji getta w Kozowej w byłym województwie tarnopolskim.
- 19 kwietnia – wybuchło powstanie w getcie warszawskim.
- 20 kwietnia:
  - w Krakowie miał miejsce nieudany zamach oddziału specjalnego AK „Osa”-„Kosa 30” na Wyższego Dowódcę SS i Policji w Generalnym Gubernatorstwie SS-Obergruppenführera Friedricha Wilhelma Krügera.
  - samoloty Royal Air Force dokonały nocnego nalotu na Szczecin.
- 23 kwietnia:
  - około 600 Polaków zostało zamordowanych w Janowej Dolinie na Wołyniu przez ukraińską grupę powstałą z połączenia sił UPA, kolaboracyjnej policji ukraińskiej i tzw. „czerni” (okolicznego chłopstwa).
  - pododdział „Zagra-lin” Organizacji Specjalnych Akcji Bojowych Armii Krajowej dokonał zamachu bombowego na pociąg z żołnierzami Wehrmachtu stojący na Dworcu Głównym we Wrocławiu; zginęły 4 osoby, a kilkanaście zostało rannych.
- 25 kwietnia:
  - rząd ZSRR zerwał stosunki dyplomatyczne z rządem polskim na tle sprawy Katynia
  - Czesław Miłosz, poruszony widokiem karuzeli na Placu Krasińskich obok płonącego Getta, tworzył wiersz Campo di Fiori – pierwsze świadectwo zagłady Żydów w polskiej literaturze.
  - gestapowiec Wilhelm Schuhmacher rozstrzelał na cmentarzu w Nowym Żmigrodzie na Podkarpaciu 16 kalekich Łemków, Romów i Żydów.
- 26/27 kwietnia – nocą rotmistrz Witold Pilecki, wraz z dwoma współwięźniami uciekł z KL Auschwitz, by złożyć raport o stosunkach panujących w obozie.
- 28 kwietnia:
  - w Krakowie z inicjatywy nacjonalistycznych środowisk ukraińskich powstała tzw. SS-Galizien, 14 Dywizja Grenadierów SS (1 ukraińska).
  - we Lwowie rozpoczęła się rekrutacja ochotników do ukraińskiej dywizji SS-Galizien.
- 3 maja:
  - 53 osoby zginęły w ataku oddziałów powstańców ukraińskich na wieś Kuty na Wołyniu.
  - organizacja Wawer nadała w Warszawie audycję megafonową.
- 5 maja – premier RP na uchodźstwie gen. Władysław Sikorski zaapelował w przemówieniu radiowym do Polaków o pomoc powstańcom z warszawskiego getta.
- 6 maja:
  - Florian Marciniak, pierwszy naczelnik Szarych Szeregów, został aresztowany przez gestapo.
  - oddział AK dokonał masakry ukraińskiej ludności we wsi Mołożów na Lubelszczyźnie.
- 8 maja:
  - w bunkrze przy ulicy Miłej 18 popełnił samobójstwo przywódca powstania w getcie warszawskim Mordechaj Anielewicz wraz z narzeczoną i towarzyszami (m.in. Efraimem Fondamińskim, obaj są patronami ulic w b. Dzielnicy Północnej); tegoż dnia, po odkryciu przez Niemców schronu przy ul. Świętojerskiej 36 (obok sklepu szczotkarzy), zostali rozstrzelani kryjący się tam Żydzi – wśród nich piszący wyłącznie po polsku poeta Władysław Szlengel i jego żona.
  - w Nalibokach na dzisiejszej Białorusi radzieccy partyzanci zamordowali 128 Polaków.
- 10 maja – Grupa Specjalna Armii Ludowej przeprowadziła zamach przy użyciu granatów na Bar Podlaski w Warszawie. Zginęło 6 Niemców, a kilkunastu zostało rannych.
- 11 maja – niemiecka żandarmeria i policja pomocnicza spacyfikowały Skałkę Polską na Kielecczyźnie, mordując 93 osoby.
- 12/13 maja:
  - w nocy żołnierze Batalionów Chłopskich dokonali ataku na niemiecki wojskowy pociąg urlopowy na dzisiejszej linii kolejowej nr 7 pomiędzy Puławami a Gołębiem, zabijając lub raniąc kilkudziesięciu Niemców.
  - nocą, w wyniku sowieckiego nalotu na Warszawę zginęło ok. 300 Polaków, a ok. 1000 zostało rannych. Straty niemieckie wyniosły 17 zabitych i 17 rannych.
- 16 maja:
  - kończy się powstanie w getcie warszawskim.
  - zburzenie przez oddziały niemieckie Wielkiej Synagogi w Warszawie. Z tym wydarzeniem wiąże się upadek powstania w getcie warszawskim.
- 18 maja – żandarmeria niemiecka i formacje ukraińskie dokonały pacyfikacji wsi Szarajówka koło Biłgoraja, podczas której 58 mieszkańców wepchnięto do kilku domów i stajni i spalono żywcem.
- 20 maja – Szare Szeregi przeprowadziły pod Celestynowem udaną akcję odbicia więźniów transportowanych do Auschwitz.
- 21 maja – zlikwidowano getto w Brodach koło Lwowa.
- 22 maja:
  - Niemcy zlikwidowali getto w Przemyślanach pod Lwowem.
  - Jan Kryst podczas akcji bojowej AK zastrzelił w restauracji „Adria” trzech oficerów gestapo ponosząc śmierć.
- 23 maja – na cmentarzu w Kielcach Niemcy dokonali masakry 45 żydowskich dzieci.
- 24 maja:
  - Josef Mengele otrzymał przeniesienie do obozu Auschwitz.
  - 170 osób zostało zamordowanych przez UPA we wsi Niemodlin w powiecie kostopolskim.
- 27 maja (lub 26 maja) – 126 Polaków zostało zamordowanych przez grupę ukraińskich nacjonalistów we wsi Niemilia na Wołyniu.
- 27/28 maja – w nocy patrole dywersyjne Armii Krajowej dokonały likwidacji 28 konfidentów Gestapo w Radomsku.
- 28 maja – po pacyfikacji Leżajska hitlerowcy rozstrzelali 43 mieszkańców miasta.
- 29 maja:
  - w ruinach warszawskiego getta Niemcy rozstrzelali około 530 więźniów Pawiaka.
  - oddział AK dokonał w Strzelcach koło Chełma zbrodni na 54 Ukraińcach.
- 30 maja – rozpoczęło się scalanie oddziałów Batalionów Chłopskich z Armią Krajową.
- 31 maja:
  - w Jędrzejowie dokonano zamachu na tłumacza Gestapo Helmuta Kappa.
  - w Warszawie w ruinach getta Niemcy rozstrzelali grupę Polaków, więźniów Pawiaka, wśród nich poetę Tadeusza Hollendra.
- 1 czerwca – Niemcy wymordowali ok. 180 mieszkańców wsi Sochy na Zamojszczyźnie.
- 2 czerwca – około 250 Polaków zostało zamordowanych we wsi Hurby przez oddział UPA.
- 3 czerwca – w wyniku niemieckiej pacyfikacji wsi Strużki koło Staszowa w województwie świętokrzyskim zginęły co najmniej 74 osoby.
- 4 czerwca – hitlerowcy dokonali brutalnych pacyfikacji wsi Krajno Pierwsze w powiecie kieleckim i Nasiechowice w powiecie miechowskim w Małopolsce.
- 5 czerwca:
  - w getcie w Trembowli w dawnym województwie tarnopolskim oddziały niemiecko-ukraińskie rozstrzelały ostatnich 350 pozostałych przy życiu Żydów.
  - w kościele św. Aleksandra w Warszawie Gestapo aresztowało kilkudziesięciu żołnierzy Organizacji Specjalnych Akcji Bojowych AK zgromadzonych na ślubie kolegi.
- 9 czerwca – w odwecie za zabicie przez AK gestapowców Kappa i Tierlinga Niemcy przeprowadzili masowe aresztowania mieszkańców Jędrzejowa: 11 osób zastrzelono w miejscu ich zamieszkania, a 25 wywieziono do Kielc na śledztwo, w efekcie którego znaleźli się w obozie Auschwitz.
- 10 czerwca – w odwecie za pomoc udzieloną Żydom niemiecka żandarmeria spacyfikowała wieś Hucisko (powiat rzeszowski), mordując 21 osób (mieszkańców Huciska oraz sąsiedniej wsi Przewrotne).
- 12 czerwca – Niemcy rozstrzelali ostatnich 1,4 tys. Żydów z getta w Brzeżanach i ok. tysiąca z getta w Kozowej w byłym województwie tarnopolskim.
- 13 czerwca – rzeź wołyńska: 68 Polaków, 6 Rosjan i 1 Ukrainiec zostało zamordowanych przez ukraińskich szowinistów w miejscowości Kołki.
- 15 czerwca – powstanie Centralnego Obozu Pracy w Jaworznie.
- 16 czerwca – zakończyła się likwidacja lwowskiego getta.
- 18 czerwca – oddziały Kadry Polski Niepodległej podporządkowały się Armii Krajowej.
- 19 czerwca:
  - Polski Oddział Partyzancki z Ośrodka AK Stołpce zdobył miasteczko Iwieniec w powiecie wołożyńskim i rozbił tamtejszy garnizon niemiecki. Wydarzenia te przeszły do historii jako powstanie iwienieckie.
  - Niemcy rozstrzelali około 500 Żydów w czasie akcji likwidacyjnej getta w Zbarażu.
- 23/24 czerwca – nocą rozpoczęła się na Zamojszczyźnie niemiecka akcja pacyfikacyjna o kryptonimie „Werwolf”, w ramach której do sierpnia ze 171 miejscowości wysiedlono kilkadziesiąt tysięcy Polaków.
- 24 czerwca:
  - Niemcy pacyfikują wieś Majdan Nowy na Zamojszczyźnie, mordując co najmniej 28 osób.
  - w Zbydniowie na Podkarpaciu oddział SS zamordował 19 uczestników wesela odbywającego się we dworze rodziny Horodyńskich.
- 25 czerwca – wybuchło powstanie w getcie żydowskim w Częstochowie.
- 28 czerwca:
  - w odwecie za pomoc udzielaną Żydom niemiecka żandarmeria dokonała pacyfikacji wsi Cisie (powiat miński), w czasie której rozstrzelano 25 Polaków i 3 Żydów.
  - w Przemyślanach koło Lwowa Niemcy zlikwidowali filię obozu pracy w Kurowicach. Rozstrzelano 250 kobiet, 200 mężczyzn przeniesiono do Kurowic.
- 30 czerwca – wydany przez konfidentów – Blankę Kaczorowską, Ludwika Kalksteina i Eugeniusza Świerczewskiego – komendant główny Armii Krajowej generał Stefan Rowecki ps. „Grot” został aresztowany przez Gestapo.
- 3 lipca – Niemcy pacyfikują wieś Majdan Stary na Zamojszczyźnie, mordując 75 osób, a także wieś Popówka na Podlasiu (36–37 ofiar).
- 4 lipca – niemiecka policja i żandarmeria spacyfikowały Bór Kunowski na Kielecczyźnie, mordując 43 osoby.
- 11 lipca – kulminacja tzw. rzezi wołyńskiej. O świcie sotnie OUN-UPA działając z zaskoczenia zaatakowały 96 wsi i osiedli polskich w trzech powiatach: kowelskim, horochowskim i włodzimierskim. Tego dnia zamordowano kilka tysięcy Polaków.
- 13 lipca:
  - rozpoczęła się niemiecka operacja „Hermann”, wymierzona w polskich i sowieckich partyzantów bazujących w Puszczy Nalibockiej.
  - Niemcy spacyfikowali wsie Sikory-Tomkowięta (49 ofiar) oraz Zawada i Laskowiec (58 ofiar) w okręgu białostockim.
- 14 lipca:
  - następcą gen. Władysława Sikorskiego na urzędzie premiera Rządu RP na uchodźstwie został polityk PSL Stanisław Mikołajczyk.
  - w Kołodnie w powiecie krzemienieckim oddziały powstańców UPA zamordowały 496 osób, w tym prawie 300 dzieci[1].
- 15 lipca – utworzono Kierownictwo Walki Podziemnej – ośrodek dyspozycyjny Komendy Głównej Armii Krajowej.
- 17 lipca:
  - generał Tadeusz Bór-Komorowski został mianowany dowódcą Armii Krajowej.
  - niemiecka żandarmeria spacyfikowała wieś Krasowo-Częstki w okręgu białostockim, mordując 257 osób.
- 21 lipca – Niemcy spacyfikowali wieś Wnory-Wandy w okręgu białostockim, mordując co najmniej 27 osób.
- 1 sierpnia – rozpoczęło się powstanie w getcie będzińsko-sosnowieckim.
- 5/6 sierpnia – w wyniku przeprowadzonej w nocy przez Kedyw akcji „Pensjonat” z więzienia w Jaśle uwolniono 66 więźniów politycznych i umożliwiono ucieczkę 67 więźniom pospolitym.
- 9 sierpnia – w okolicy wsi Borów (powiat kraśnicki) oddział NSZ rozstrzelał 26-28 partyzantów z oddziału Gwardii Ludowej.
- 15 sierpnia – Krajowa Reprezentacja Polityczna ogłosiła deklarację programową.
- 16 sierpnia – hitlerowcy rozpoczęli ostateczną likwidację getta żydowskiego w Białymstoku, w getcie wybuchło powstanie.
- 26 sierpnia – niemiecka ekspedycja karna spacyfikowała Jasionowo w gminie Lipsk, mordując 58 Polaków.
- 29 sierpnia – w Woli Ostrowieckiej na Wołyniu grupa powstańców UPA dokonała masakry 628 Polaków, w tym 220 dzieci do lat 14 i 7 Żydów.
- 30 sierpnia – w kilku wsiach na Ukrainie oddziały UPA dokonały zbiorowych mordów na Polakach.
- 11 września – likwidacja getta w Przemyślu; większość zamieszkałych tam Żydów Niemcy wysłali do KL Auschwitz.
- 18 września – okupujący Gdynię Niemcy uruchomili w mieście działającą do dziś komunikację trolejbusową.
- 23 września – Niemcy rozpoczęli likwidację getta w Wilnie; większość mieszkańców wywieziono na Majdanek lub do Sobiboru bądź rozstrzelano w Ponarach.
- 25 września – Franz Kutschera objął funkcję dowódcy SS i policji na dystrykt warszawski.
- 27 września – żołnierze AK wysadzili w Choszczówce niemiecki pociąg pancerny jadący z Gdańska na front wschodni.
- 1 października – w Warszawie podziemie zrealizowało akcję Weffels.
- 2 października – gubernator Hans Frank wydał rozporządzenie o zwalczaniu zamachów na niemieckie dzieło odbudowy w Generalnym Gubernatorstwie.
- 8 października:
  - członkowie złożonego z Żydów „Sonderkommando 1005”, sformowanego w celu zatarcia śladów zbrodni niemieckich, wydobyli zwłoki zamordowanych 2 lata wcześniej profesorów lwowskich i zawieźli je na stos, gdzie następnego dnia zostały spalone.
  - żołnierze Referatu 993/W w ramach Oddziału II Informacyjno-Wywiadowczego Komendy Głównej AK przeprowadzili akcję w barze „Za kotarą” przy ul. Mazowieckiej 4 w Warszawie, której celem była likwidacja jego właściciela, Józefa Staszauera, oficera Oddziału V KG AK i kolaboranta. Na miejscu doszło do strzelaniny z agentami Gestapo, którzy prawdopodobnie w tym samym czasie odbywali spotkanie w lokalu. Mimo niesprzyjających warunków polscy żołnierze bez strat własnych zlikwidowali Staszauera wraz z jego żoną i szwagrem (nie ma dowodów na to, że rodzina Staszauera również współpracowała z Niemcami), jak również zabili 7 Niemców oraz ich konfidentów (w strzelaninie zginęły także 4 przypadkowe osoby).
- 9 października – 163 amerykańskie bombowce zbombardowały porty w Gdańsku i Gdyni.
- 10 października – Legnica: uruchomiono komunikację trolejbusową.
- 11 października – w KL Auschwitz zostali rozstrzelani podpułkownicy Wojska Polskiego: Mieczysław Dobrzański, dowódca 6 Pułku Strzelców Podhalańskich, szef sztabu Komendy Obszaru Lwów ZWZ-AK, oraz Kazimierz Stamirowski, adiutant Naczelnika Państwa, oficer Oddziału II Sztabu Generalnego, prezes Polskiego Związku Zachodniego – podejrzani o przynależność do konspiracji obozowej.
- 14 października – powstanie więźniów w niemieckim obozie zagłady w Sobiborze; w jego rezultacie zbiegło blisko 300 więźniów.
- 24 października – oddział Gwardii Ludowej Im. gen. J. Bema stoczył całodzienną bitwę z obławą hitlerowską w lasach na Diablej Górze na Kielecczyźnie.
- 28 października – pod murami Synagogi Starej w Krakowie hitlerowcy rozstrzelali 30 Polaków.
- 3 listopada – w hitlerowskim obozie koncentracyjnym na Majdanku rozstrzelano 18 400 Żydów w ramach akcji Erntefest (Dożynki).
- 11 listopada – Witold Pilecki został awansowany do stopnia rotmistrza.
- 14 listopada – Gestapo aresztowało czołowych działaczy PPR: Małgorzatę Fornalską i Pawła Findera.
- 23 listopada – Władysław Gomułka został I sekretarzem PPR.
- 16 grudnia – pod Częstochową hitlerowcy rozstrzelali 20 żołnierzy AL i AK za sabotaż w hucie „Raków”.
- 25 grudnia – ponad 40 Polaków zostało zamordowanych przez UPA w Janówce.
- 31 grudnia/1 stycznia – nocą, z inicjatywy Polskiej Partii Robotniczej powstała Krajowa Rada Narodowa – zdominowane przez komunistów ciało polityczne, mające pełnić funkcję „podziemnego parlamentu”.

## Pozostałe wydarzenia na świecie
- 4 stycznia – w trakcie ucieczki z miejsca straceń zginął ujęty przez Niemców Jerzy Iwanow-Szajnowicz, polsko-rosyjskiego pochodzenia agent brytyjskiej SOE, działający w okupowanej przez III Rzeszę Grecji.
- 9 stycznia – dokonano oblotu amerykańskiego samolotu pasażerskiego Lockheed Constellation.
- 10 stycznia – zginęło 105 członków załogi w zatopionym przez japońskie niszczyciele okręcie podwodnym USS „Argonaut”.
- 13 stycznia – Adolf Hitler ogłosił decyzję o rozpoczęciu wojny totalnej.
- 14 stycznia – rozpoczęła się aliancka konferencja w Casablance.
- 15 stycznia:
  - polska załoga objęła brytyjski krążownik HMS Dragon.
  - oddano do użytku gmach Pentagonu w Waszyngtonie.
  - japoński statek „Nichimei Maru” został zatopiony przez amerykańskie lotnictwo w Zatoce Martaban. Zginęło 102 Japończyków i 40 holenderskich jeńców wojennych.
- 21 stycznia – 19 osób zginęło w katastrofie łodzi latającej w Ukiah w Kalifornii.
- 23 stycznia – w kotle pod Stalingradem wylądował ostatni niemiecki samolot.
- 24 stycznia – zakończyła się konferencja w Casablance, gdzie ustalono, że wojna będzie prowadzona aż do bezwarunkowej kapitulacji państw Osi.
- 27 stycznia – generał Władysław Sikorski powołał Pomocniczą Morską Służbę Kobiet.
- 30 stycznia – Aerofłot zainaugurował loty z syberyjskiego Krasnojarska do USA.
- 31 stycznia – feldmarszałek Friedrich Paulus poddał się dowódcy 64. Armii generałowi Szumiłowowi, po klęsce dowodzonej przez siebie 6. Armii w bitwie stalingradzkiej.
- 2 lutego – klęską wojsk niemieckich zakończyła się bitwa pod Stalingradem, w wyniku której śmierć poniosło ponad półtora miliona ludzi.
- 4 lutego – całkowite zaćmienie Słońca widoczne było nad wschodnią Azją, Japonią i Alaską.
- 5 lutego – w Hadze został zamordowany przez ruch oporu generał Hendrik Seyffardt, dowódca kolaboracyjnego Ochotniczego Legionu Holenderskiego.
- 13 lutego:
  - Armia Czerwona wyzwoliła Nowoczerkask.
  - w Wielkiej Brytanii został utworzony Polski Zespół Myśliwski.
- 14 lutego:
  - zostało wyzwolone radzieckie miasto Rostów nad Donem.
  - w Tunezji siły brytyjskiego gen. Kennetha Andersona zostały zaatakowane przez wojska niemieckie pod dowództwem Erwina Rommla w pobliżu przełęczy Faid.
- 16 lutego – włoskie wojska okupacyjne dokonały masakry 150 mieszkańców greckiej wsi Domenikon.
- 18 lutego:
  - Niemcy rozpoczynają prace ekshumacyjne w Katyniu.
  - minister propagandy III Rzeszy Joseph Goebbels w przemówieniu wygłoszonym w berlińskim Pałacu Sportu ogłosił rozpoczęcie wojny totalnej.
  - Gestapo aresztowało członków antynazistowskiej organizacji Biała Róża, tworzonej przez pięcioro studentów i profesora Kurta Hubera z Uniwersytetu Ludwika i Maksymiliana w Monachium.
- 20 lutego:
  - rozpoczęła się bitwa o Charków.
  - na polu kukurydzy w środkowym Meksyku zaczął się formować wulkan Paricutín.
- 22 lutego:
  - niszczyciel ORP Burza i kanonierka USS Campbell zatopiły koło norweskiej wyspy Jan Mayen niemiecki okręt podwodny U-606.
  - w więzieniu Stadelheim zgładzono rodzeństwo Schollów, Sophie i Hansa – członków antynazistowskiej organizacji „Biała Róża”.
- 28 lutego – bitwa o ciężką wodę: norweski ruch oporu zniszczył urządzenie do produkcji i 1,4 tony ciężkiej wody.
- 1 marca – komuniści polscy w ZSRR powołali Związek Patriotów Polskich.
- 2 marca – z okupowanej Holandii odszedł pierwszy transport Żydów do obozu zagłady w Sobiborze.
- 4 marca:
  - odbyła się 15. ceremonia wręczenia Oscarów.
  - wojna na Atlantyku: niemiecki okręt podwodny U-172 zatopił brytyjski okręt SS „City of Pretoria” ze 145 osobami na pokładzie.
  - wojna na Pacyfiku: zakończyła się bitwa na Morzu Bismarcka, w której australijskie i amerykańskie samoloty zniszczyły japoński konwój.
  - z okupowanej Francji odszedł pierwszy transport Żydów do obozu zagłady w Sobiborze.
- 5 marca – dokonano oblotu brytyjskiego myśliwca Gloster Meteor.
- 9 marca – brytyjskie samoloty zatopiły niemiecki okręt podwodny U-83 na Morzu Śródziemnym.
- 13 marca – nieudany zamach na Adolfa Hitlera. Bomba umieszczona w jego samolocie nie zadziałała podczas lotu ze Smoleńska do Kętrzyna.
- 18 marca:
  - zwycięstwem wojsk niemieckich zakończyła się bitwa o Charków.
  - na pokładzie niszczyciela „Akikaze” japońscy marynarze zamordowali około 60 osób cywilnych, w tym kilkudziesięciu niemieckich misjonarzy.
- 20 marca – Mao Zedong został przewodniczącym Komunistycznej Partii Chin.
- 21 marca – nieudana próba zamachu na Adolfa Hitlera na wystawie zdobycznego sprzętu wojskowego w Berlinie.
- 22 marca – 149 osób zginęło w wyniku pacyfikacji przez Niemców białoruskiej wsi Chatyń.
- 23 marca – Islandia: otwarto lotnisko w Keflavíku, wybudowane przez armię amerykańską.
- 25 marca – Ata Bej al-Ajjubi został prezydentem Syrii.
- 27 marca – brytyjski lotniskowiec eskortowy HMS „Dasher” zatonął po wewnętrznej eksplozji u wybrzeży Szkocji, w wyniku czego zginęło 379 spośród 528 członków załogi.
- 28 marca – brytyjski bombowiec zatopił na Morzu Śródziemnym niemiecki okręt podwodny U-77; zginęło 38 spośród 47 członków załogi.
- 29 marca:
  - Niemcy rozpoczęli prace ekshumacyjne w Katyniu.
  - w USA wprowadzono reglamentację mięsa, masła i sera.
- 31 marca – na Broadwayu odbyła się premiera musicalu Oklahoma! z muzyką Richarda Rodgersa i librettem Oscara Hammersteina II.
- 2 kwietnia:
  - bitwa o Atlantyk: u wybrzeży Bermudów zatonął wraz z 114 osobami brytyjski statek pasażerski „Melbourne Star”, storpedowany przez niemiecki okręt podwodny U-129.
  - bitwa o Atlantyk: u wybrzeży Portugalii brytyjski slup wojenny HMS „Black Swan” zatopił niemiecki okręt podwodny U-124 wraz z 53-osobową załogą.
- 5 kwietnia:
  - około 900 osób (w tym 209 dzieci) zginęło, a 1300 zostało rannych w wyniku omyłkowego zbombardowania belgijskiego miasta Mortsel przez lotnictwo amerykańskie, którego celem miała być pobliska fabryka.
  - antynaziści Dietrich Bonhoeffer i Hans von Dohnanyi zostali aresztowani przez Gestapo.
  - Poon Lim, członek załogi zatopionego brytyjskiego frachtowca, został uratowany po 133 dniach dryfowania na tratwie ratunkowej.
- 6 kwietnia – została wydana powieść Mały Książę Antoine’a de Saint-Exupéry’ego.
- 7 kwietnia:
  - zwodowano japoński lotniskowiec „Taihō”.
  - hitlerowcy dokonali masowych egzekucji Żydów w gettach w Zbarażu, Trembowli i Skałacie.
- 9 kwietnia – niemieckie i ukraińskie jednostki policyjne rozstrzelały 2,3 tys. mieszkańców getta w Zborowie koło Tarnopola.
- 10 kwietnia – Organizacja Specjalnych Akcji Bojowych Armii Krajowej dokonała zamachu bombowego na Dworcu Głównym w Berlinie, w wyniku którego zginęło 14 osób, a 60 zostało rannych.
- 11 kwietnia – dokonano oblotu amerykańskiego śmigłowca Piasecki PV-2.
- 13 kwietnia – radio berlińskie podało komunikat o odnalezieniu w Lesie Katyńskim zwłok 12 000 polskich oficerów. Tym samym świat dowiedział się o zbrodni katyńskiej.
- 14 kwietnia – w niemieckim obozie koncentracyjnym Sachsenhausen został zamordowany radziecki jeniec Jakow Dżugaszwili, pierwszy syn Józefa Stalina.
- 15 kwietnia – w Panamie wprowadzono ruch prawostronny.
- 16 kwietnia:
  - Niemcy starali się wykorzystać propagandowo fakty o odnalezieniu w Lesie Katyńskim zwłok 12 000 polskich oficerów i zaprosili do badań i ekshumacji Międzynarodowy Czerwony Krzyż (MCK), przedstawicieli społeczeństwa polskiego z okupowanego Generalnego Gubernatorstwa, jak i jeńców wojennych m.in. oficerów polskich.
  - Albert Hofmann przypadkowo odkrył psychoaktywne właściwości LSD.
- 19 kwietnia – w Hamilton na Bermudach rozpoczęła się międzynarodowa Konferencja bermudzka, której celem było ustalenie sposobów oraz metod przesiedleń Żydów z terenów znajdujących się pod okupacją III Rzeszy.
- 21 kwietnia – założono francuski klub piłkarski FC Nantes.
- 22 kwietnia – Albert Hofmann napisał pierwszy raport dotyczący halucynogennych właściwości LSD.
- 29 kwietnia – zakończyła się brytyjsko-amerykańska konferencja bermudzka.
- 30 kwietnia – finał dezinformacyjnej operacji brytyjskiego MI5 znanej jako „Mincemeat”.
- 5 maja – premier rządu RP na uchodźstwie Władysław Sikorski zaapelował w przemówieniu radiowym do Polaków o pomoc powstańcom warszawskiego getta.
- 7 maja – II wojna światowa w Afryce: wojska brytyjskie wyzwoliły Tunis.
- 12 maja – bitwa o Atlantyk: Brytyjczycy zatopili niemiecki okręt podwodny U-89; zginęła cała 48-osobowa załoga.
- 13 maja – II wojna światowa w Afryce: skapitulowały ostatnie oddziały niemiecko-włoskie.
- 14 maja:
  - w Sielcach nad Oką sformowano 1. Dywizję Piechoty im. Tadeusza Kościuszki.
  - japoński okręt podwodny zatopił australijski statek szpitalny AHS „Centaur”; zginęło 268 spośród 332 osób na pokładzie.
- 15 maja:
  - Józef Stalin rozwiązał Komintern.
  - Muhammad VIII został bejem Tunisu.
- 16/17 maja – w nocy brytyjski 617. Dywizjon Bombowy dokonał bombardowań zapór w Zagłębiu Ruhry, powodując katastrofalne zniszczenia w dolinie rzeki Ruhry.
- 19 maja:
  - Joseph Goebbels ogłosił Berlin miastem bez Żydów (Judenfrei).
  - premier Wielkiej Brytanii Winston Churchill wygłosił przemówienie w Kongresie USA.
- 24 maja – brytyjski ambasador przy polskim rządzie na uchodźstwie w Londynie Owen O’Malley przesłał do ministra spraw zagranicznych Anthony’ego Edena tajny raport na temat zbrodni katyńskiej, w którym wskazał na wysokie prawdopodobieństwo popełnienia zbrodni przez ZSRR.
- 29 maja – wojna na Pacyfiku: prawie 3 tys. japońskich żołnierzy na wyspie Attu (Aleuty) rzuciło się z bagnetami na Amerykanów w samobójczym ataku. Do niewoli zostało wziętych tylko 28 z nich.
- 31 maja – wojna na Pacyfiku: wojska amerykańskie wyparły Japończyków z archipelagu Aleutów.
- 2 czerwca – w rosyjskiej Republice Komi Niemcy w ramach operacji Desant na GUŁAG, mającej doprowadzić do wybuchu antysowieckiego powstania na tyłach Armii Czerwonej, zrzucili pierwszą grupę 12 rosyjskich kolaborantów, która tydzień później została zlikwidowana przez NKWD. Po tym niepowodzeniu operacja została zarzucona.
- 3 czerwca – w Algierze utworzono Francuski Komitet Wyzwolenia Narodowego.
- 4 czerwca – w Argentynie doszło do wojskowego zamachu stanu.
- 8 czerwca – wojna na Pacyfiku: w wyniku eksplozji na pokładzie japońskiego pancernika „Mutsu” na Morzu Wewnętrznym zginęło 1474 osób, uratowano 353.
- 12 czerwca – bitwa o Atlantyk: niemiecki okręt podwodny U-118 został zatopiony koło Wysp Kanaryjskich amerykańskimi bombami głębinowymi, w wyniku czego zginęło 43 członków załogi, a 16 pozostałych dostało się do niewoli.
- 16 czerwca – niszczyciel eskortowy ORP „Kujawiak” zatonął po wejściu na minę u wybrzeży Malty; zginęło 13 członków załogi, a 12 zostało rannych.
- 18 czerwca – papież Pius XII utworzył metropolię La Paz w Boliwii.
- 20 czerwca – wojna na Pacyfiku: rozpoczęła się bitwa o Nową Georgię na Wyspach Salomona.
- 4 lipca:
  - w katastrofie lotniczej koło Gibraltaru zginęło 16 osób, pasażerów i członków załogi, wśród nich premier Rządu RP na uchodźstwie i Wódz Naczelny generał Władysław Sikorski, jego córka i zarazem sekretarka Zofia Leśniowska oraz generał Tadeusz Klimecki, szef sztabu naczelnego wodza; jedynym ocalałym był czeski pilot Eduard Prchal.
  - początek bitwy na łuku kurskim (operacja „Zitadelle”).
  - w Nowym Jorku założono Instytut Józefa Piłsudskiego w Ameryce.
- 8 lipca – po śmierci Władysława Sikorskiego Naczelnym Wodzem Polskich Sił Zbrojnych został gen. Kazimierz Sosnkowski.
- 9 lipca – rozpoczęła się operacja Husky: inwazja aliantów na Sycylię w ramach kampanii śródziemnomorskiej.
- 13 lipca:
  - zwycięstwo ZSRR w jednej z największych bitew pancernych w historii – bitwy pod Kurskiem.
  - w Monachium zostali zgilotynowani skazani na śmierć za bunt członkowie „Białej Róży” – Kurt Huber i Alexander Schmorell.
- 14 lipca – premierem rządu polskiego na uchodźstwie w Wielkiej Brytanii został Stanisław Mikołajczyk.
- 21 lipca – na podstawie rozkazu i wytycznych Naczelnego Wodza, generała broni Władysława Sikorskiego, w północnym Iraku utworzono z dowództwa i jednostek Armii Polskiej na Wschodzie 2 Korpus Polski pod dowództwem generała Władysława Andersa.
- 24 lipca – rozpoczęła się operacja Gomora – seria przeprowadzonych przez zachodnich aliantów dywanowych nalotów na Hamburg.
- 25 lipca – Benito Mussolini został przez Wielką Radę Faszystowską złożony z urzędu premiera Włoch, a następnie – z rozkazu króla Wiktora Emanuela III – aresztowany. Jego następca marszałek Pietro Badoglio sformował rząd bez faszystowskich ministrów.
- 27 lipca – operacja Gomora: aliancki nalot dywanowy na Hamburg zabił 40 tysięcy ludzi i obrócił w ruinę centrum miasta.
- Sierpień – opanowanie Sycylii przez Wielką Brytanię i USA.
- 1 sierpnia – okupowana przez Japończyków brytyjska kolonia Birma ogłosiła niepodległość; na czele marionetkowego państwa stanął Ba Maw.
- 17 sierpnia – w Göteborgu, Szwed Arne Andersson ustanowił rekord świata w biegu na 1500 m wynikiem 3.45,0 s.
- 17/18 sierpnia – nocą RAF dokonał pierwszego nalotu na produkujący rakiety V-2 Wojskowy Ośrodek badawczy (Heeresversuchsanstalt) w Peenemünde.
- 28 sierpnia – w Danii rozpoczął się strajk generalny przeciwko okupacji nazistowskiej.
- 8 września – została publicznie ogłoszona kapitulacja Włoch, którą podpisano 3 września.
- 10 września – w trzęsieniu ziemi w japońskim Tottori zginęło 1190 osób.
- 12 września – Benito Mussolini został odbity z niewoli przez niemieckich spadochroniarzy.
- 14 września – Dobri Bożiłow został premierem Bułgarii.
- 15 września:
  - w północnej części Włoch powstała faszystowska Włoska Republika Socjalna.
  - prezydentem Realu Madryt obwołano Santiago Bernabéu, który przez ponad trzy dekady pracy na tym stanowisku przyczynił się do stworzenia jednego z najbardziej utytułowanych klubów piłkarskich w historii.
- 16 września – Szach Iranu Reza Pahlawi – pod naciskiem Wielkiej Brytanii i ZSRR – abdykował na rzecz swego syna.
- 24 września – powstała kolaboracyjna Słoweńska Domobrana.
- 30 września – papież Pius XII wydał encyklikę Divino afflante Spiritu.
- 4 października – grecka wyspa Kos została zdobyta przez wojska niemieckie.
- 8 października – na północnym Atlantyku zatonął polski niszczyciel ORP „Orkan”, trafiony naprowadzaną akustycznie torpedą wystrzeloną przez niemiecki okręt podwodny U-378; uratowano 44 ludzi z liczącej ok. 220 załogi.
- 12 października – rozpoczęła się bitwa pod Lenino z udziałem I Dywizji gen. Berlinga.
- 13 października – włoski rząd Pietro Badoglio wypowiedział wojnę Niemcom.
- 19 października:
  - Albert Schatz odkrył antybiotyk streptomycynę, stosowaną w leczeniu gruźlicy.
  - rozpoczęła się konferencja moskiewska.
- 28 października – Eksperyment Filadelfia.
- 30 października – ZSRR, USA, Wielka Brytania i Chiny podpisały tzw. Deklarację Moskiewską.
- 5 listopada – w transporcie do Konzentrationslager Dachau zmarł berliński ksiądz Bernard Lichtenberg, więziony m.in. za pomoc Żydom, błogosławiony i męczennik Kościoła katolickiego.
- 6 listopada – w trakcie bitwy o Dniepr Armia Czerwona wyzwoliła Kijów.
- 21 listopada – skandalizujący amerykański reporter Drew Pearson ujawnił incydent spoliczkowania przez gen. George’a Pattona 2 żołnierzy hospitalizowanych w szpitalu polowym, których oskarżył o symulowanie i tchórzostwo podczas letniej inwazji aliantów na Sycylię.
- 22 listopada:
  - Franklin Delano Roosevelt, Winston Churchill i Czang Kaj-szek spotkali się na konferencji w Kairze.
  - proklamowano niepodległość Libanu (od Francji).
- 26 listopada
  - zakończyła się konferencja kairska, w czasie której Roosevelt, Churchill i Czang Kaj-szek uzgodnili deklarację traktującą o powojennym ładzie na Dalekim Wschodzie.
  - 2824 osoby zginęły w trzęsieniu ziemi w prowincji Kastamonu na północy Turcji.
- 28 listopada–1 grudnia – konferencja teherańska.
- 29 listopada:
  - założono Armeńską Akademię Nauk.
  - japoński statek „Suez Maru” został zatopiony na Morzu Jawajskim przez amerykański okręt podwodny USS „Bonefish”. Przewoził około 550 alianckich jeńców, spośród których wszyscy zatonęli lub zostali wymordowani przez załogę japońskiego trałowca.
- 4–7 grudnia – II konferencja kairska
- 6 grudnia – włoski rząd rozwiązał Milicję Faszystowską.
- 7 grudnia – ustanowiono flagę Libanu.
- 8 grudnia – w ośrodku w Bletchley Park w Wielkiej Brytanii uruchomiono pierwszy komputer Colossus, używany do łamania szyfrów niemieckiej maszyny Enigma (zwłaszcza Maszyny Lorenza).
- 9 grudnia – w Jesselton na Borneo Północnym wybuchło antyjapońskie powstanie.
- 19 grudnia – przewrót wojskowy w Boliwii.
- 24 grudnia – wojska radzieckie rozpoczęły operację dnieprowsko-karpacką.
- 26 grudnia – w pobliżu północnych wybrzeży Norwegii został zatopiony przez Brytyjczyków niemiecki pancernik „Scharnhorst”; spośród 1968 członków załogi przeżyło 36.

## Urodzili się
- 1 stycznia:
  - Wanda Badura-Madej, polska psycholog
  - Tadeusz Gołębiewski, polski przedsiębiorca (zm. 2022)
  - Halina Kisłacz, polska lekarka pediatra
  - Szelomo Szarf, izraelski trener piłkarski
  - Richard Sennett, amerykański socjolog
  - Allan Starski, polski scenograf
  - Halszka Wasilewska, polska dziennikarka, reporterka i publicystka
  - Wojciech Wójcik, polski reżyser (zm. 2018)
- 2 stycznia:
  - Edward Kłosiński, polski operator filmowy, autor zdjęć m.in. do Człowieka z marmuru (zm. 2008)
  - Jerzy Kopa, polski piłkarz (zm. 2022)
  - Józef Przybylski, polski działacz społeczny (zm. 2021)
  - Ewa Sikorska-Trela, polska polityk, posłanka na Sejm III kadencji (zm. 2024)
  - Stanisław Szelc, polski aktor
  - Tadeusz Trzciński, polski harmonijkarz, członek zespołu Breakout
- 3 stycznia:
  - Richard Kerner, francuski fizyk teoretyczny
  - Ciriaco Benavente Mateos, hiszpański duchowny katolicki, biskup Albacete
  - Alicja Siemak-Tylikowska, polska pedagog, profesor (zm. 2019)
- 4 stycznia:
  - György Mandics, węgierski nauczyciel, poeta, prozaik, dziennikarz, publicysta
  - John Steen Olsen, duński piłkarz
- 5 stycznia:
  - Krystyna Brandowska, polska projektantka
  - Murtaz Churcilawa, gruziński piłkarz, trener
  - Elijjahu Gabbaj, izraelski polityk
  - Ernest Maragall, hiszpański i kataloński polityk
  - Paulo Henrique Oliveira, brazylijski piłkarz
  - Lechosław Rybarczyk, polski motorowodniak
  - Carolyn Schuler, amerykańska pływaczka (zm. 2024)
- 6 stycznia:
  - Jerzy Domaradzki, polski reżyser
  - Wilhelm Kuhweide, niemiecki żeglarz
  - Terry Venables, angielski piłkarz (zm. 2023)
- 7 stycznia
  - Ryszard Borowiecki, polski ekonomista
  - Miguel Ángel Sánchez, kostarykański kolarz szosowy
- 8 stycznia – Jacky Courtillat, francuski florecista
- 9 stycznia:
  - Bengt Jansson, szwedzki żużlowiec
  - Stanisław Nyczaj, polski poeta, satyryk i krytyk literacki (zm. 2022)
  - Scott Walker, amerykański wokalista (zm. 2019)
- 10 stycznia:
  - Jan Chojnowski, polski prawnik, polityk, senator RP
  - Jim Croce, amerykański piosenkarz, kompozytor (zm. 1973)
- 11 stycznia:
  - Paweł Antoniewski, ukraiński muzyk, pedagog pochodzenia polskiego
  - Stan Ivar, amerykański aktor
  - Jacek Kurczewski, polski socjolog, polityk, poseł na Sejm RP, wicemarszałek
  - Eduardo Mendoza, hiszpański pisarz
  - Aleksander Posern-Zieliński, polski etnolog, antropolog kulturowy
- 12 stycznia:
  - Jean-Louis Bianco, francuski samorządowiec, polityk
  - Maciej Kozłowski, polski historyk, dziennikarz, publicysta, dyplomata
- 13 stycznia:
  - Boris Gardiner, jamajski piosenkarz, autor tekstów, gitarzysta basowy, producent muzyczny
  - Benediktas Juodka, litewski biochemik, wykładowca akademicki, polityk
  - Engelbert Miś, polski dziennikarz pochodzenia niemieckiego
  - Richard Moll, amerykański aktor (zm. 2023)
- 14 stycznia:
  - Angelo Bagnasco, włoski duchowny katolicki, arcybiskup Genui, kardynał
  - Yūko Fujimoto, japońska siatkarka
  - Mariss Jansons, łotewski dyrygent (zm. 2019)
  - Shannon Lucid, amerykańska astronautka
  - Ralph Steinman, kanadyjski immunolog, laureat Nagrody Nobla (zm. 2011)
- 15 stycznia:
  - Margaret Beckett, brytyjska polityk
  - Philip Bushill-Matthews, brytyjski polityk (zm. 2023)
- 16 stycznia:
  - Gavin Bryars, brytyjski kompozytor i kontrabasista
  - Brian Ferneyhough, brytyjski kompozytor i pedagog
  - Mona Seilitz, szwedzka aktorka (zm. 2008)
- 17 stycznia:
  - Leszek Fidusiewicz, polski lekkoatleta
  - Ken Morley, brytyjski aktor
  - Gabriella Pescucci, włoska projektantka kostiumów filmowych i operowych
  - René Préval, haitański polityk (zm. 2017)
- 18 stycznia:
  - Al Foster, amerykański perkusista jazzowy (zm. 2025)
  - Paul Freeman, brytyjski aktor
  - Charlie Wilson, amerykański polityk (zm. 2013)
- 19 stycznia:
  - Larry Clark, amerykański reżyser, fotograf, scenarzysta, pisarz i producent filmowy
  - Janis Joplin, amerykańska piosenkarka (zm. 1970)
  - Margriet (księżniczka holenderska)
- 20 stycznia:
  - Armando Guebuza, mozambicki polityk
  - Herman Rouwé, holenderski wioślarz
- 21 stycznia:
  - Piotr Gawron, polski rzeźbiarz (zm. 2023)
  - Stanisław Handzlik, polski hutnik, działacz związkowy i samorządowy, poseł na Sejm I kadencji
  - Janusz Kawecki, polski inżynier
  - Kenzō Yokoyama, japoński piłkarz
- 22 stycznia:
  - Wilhelm Genazino, niemiecki pisarz (zm. 2018)
  - Bogusław Kierc, polski aktor, reżyser, poeta, eseista, krytyk literacki, pedagog
  - Jim Saxton, amerykański polityk
  - Ireneusz Sekuła, polski polityk, poseł na Sejm RP, wicepremier (zm. 2000)
  - Michał Urbaniak, polski skrzypek i saksofonista jazzowy, kompozytor, aranżer
  - Ryszard Janik, polski trener koszykówki
- 23 stycznia:
  - Gary Burton, amerykański wibrafonista
  - Stanisław Burzyński, polski doktor nauk medycznych
  - Gil Gerard, amerykański aktor, reżyser i producent filmowy i telewizyjny
  - Miguel Ángel Revilla, hiszpański polityk, prezydent Kantabrii
- 24 stycznia:
  - Dominique Bucchini, francuski polityk, samorządowiec i nauczyciel
  - Jadwiga Skórzewska-Łosiak, polska prawnik (zm. 2021)
  - Peter Struck, niemiecki polityk (zm. 2012)
  - Sharon Tate, amerykańska aktorka i modelka (zm. 1969)
  - Tony Trimmer, brytyjski kierowca wyścigowy
  - Manuel Velázquez, hiszpański piłkarz (zm. 2016)
- 25 stycznia:
  - Tobe Hooper, amerykański reżyser (zm. 2017)
  - Richard Pearce, amerykański reżyser i producent filmowy
  - Fernando Pérez Royo, hiszpański prawnik, polityk
  - Maurice Risch, francuski aktor
  - Arnold Schulz, niemiecki siatkarz (zm. 2024)
  - Andrzej Turski, polski dziennikarz, prezenter telewizyjny i radiowy (zm. 2013)
- 26 stycznia – Bernard Tapie, francuski przedsiębiorca, polityk (zm. 2021)
- 27 stycznia:
  - Elżbieta Gaudasińska-Borowska, polska ilustratorka książek
  - Stanisław Kozera, polski wioślarz
  - John Mica, amerykański polityk
  - Jörg Schmall, niemiecki żeglarz sportowy
  - Theo Verschueren, belgijski kolarz torowy i szosowy
- 28 stycznia:
  - John Beck, amerykański aktor
  - Kim Jung-nam, południowokoreański piłkarz, trener
  - Romualdas Kozyrovičius, litewski inżynier, polityk, dyplomata
  - Aleksandr Paszutin, rosyjski aktor
  - Marcello Pera, włoski filozof, polityk
  - Dick Taylor, brytyjski muzyk, członek zespołu The Rolling Stones
- 29 stycznia – January Bień, polski inżynier, specjalista inżynierii środowiska, senator RP (zm. 2021)
- 30 stycznia:
  - Günter Hirsch, niemiecki prawnik, sędzia
  - Davey Johnson, amerykański baseballista
- 31 stycznia:
  - Luigi Borghetti, włoski kolarz
  - Jan Mączewski, polski polityk, samorządowiec, poseł na Sejm II kadencji
  - Zdzisław Tygielski, polski aktor, śpiewak operetkowy, musicalowy (bas) (zm. 2019)
- 1 lutego
  - Elspeth Attwooll, brytyjska prawnik, wykładowczyni akademicka, polityk, eurodeputowana
  - Marian Opania, polski aktor, artysta kabaretowy, wokalista
  - Frieder Otto Wolf, niemiecki filozof, politolog, wykładowca akademicki, polityk, eurodeputowany
- 2 lutego – Per Gahrton, szwedzki socjolog, polityk (zm. 2023)
- 3 lutego:
  - Domenico Calcagno, włoski duchowny katolicki, kardynał
  - Blythe Danner, amerykańska aktorka
  - Janusz Lipkowski, polski fizykochemik
- 4 lutego:
  - Hanna Balińska, polska aktorka
  - Alberto João Jardim, portugalski polityk
  - Wanda Rutkiewicz, polska alpinistka, himalaistka (zm. 1992)
  - Ken Thompson, amerykański programista
- 5 lutego:
  - Nolan Bushnell, amerykański przedsiębiorca, założyciel Atari
  - Janina Goss, polska radca prawny
  - Michael Mann, amerykański producent, scenarzysta i reżyser
  - Giuseppe Ravano, włoski jeździec sportowy
  - Dušan Uhrin, słowacki piłkarz, trener
- 6 lutego:
  - Gayle Hunnicutt, amerykańska aktorka (zm. 2023)
  - Zofia Mitosek, polski teoretyk i historyk literatury
  - Jürgen Udolph, niemiecki kompozytor
- 7 lutego:
  - Takashi Fujisawa, japoński skoczek narciarski, kombinator norweski
  - André Wilhelm, francuski kolarz przełajowy i szosowy
- 8 lutego – Willy Roy, amerykański piłkarz
- 9 lutego:
  - Dieter Dierks, niemiecki producent muzyczny
  - László Haris, węgierski fotograf
  - Jonny Nilsson, szwedzki łyżwiarz szybki (zm. 2022)
  - Terje Pedersen, norweski lekkoatleta, oszczepnik, trener
  - Joe Pesci, amerykański aktor pochodzenia włoskiego
  - Joseph E. Stiglitz, amerykański ekonomista, laureat Nagrody Banku Szwecji im. Alfreda Nobla w dziedzinie ekonomii
  - Zbigniew Święch, polski dziennikarz, pisarz
- 10 lutego – Larry Young, amerykański lekkoatleta, chodziarz
- 11 lutego:
  - Owen Lovejoy, amerykański anatom
  - George Woods, amerykański lekkoatleta, kulomiot (zm. 2022)
- 12 lutego – Manfred Schäfer, australijski piłkarz pochodzenia niemieckiego (zm. 2023)
- 13 lutego:
  - Friedrich Christian Delius, niemiecki pisarz (zm. 2022)
  - Heinz Hildebrandt, duński piłkarz, bramkarz, trener
  - Konstanty Malejczyk, polski generał brygady, szef WSI
  - Elaine Pagels, amerykańska religioznawczyni
  - Kendall Rhine, amerykański koszykarz
  - Bill Szymczyk, amerykański producent muzyczny, inżynier dźwięku pochodzenia polskiego
  - Józef Węgrzyn, polski dziennikarz, producent telewizyjny
- 14 lutego – Maceo Parker, amerykański saksofonista
- 15 lutego:
  - Heinz Josef Algermissen, niemiecki duchowny katolicki
  - France Cukjati, słoweński polityk
  - Ewa Michnik, polska dyrygentka, pedagog
- 16 lutego:
  - Cristián Caro Cordero, chilijski duchowny katolicki, arcybiskup Puerto Montt
  - Adam Szmidt, polski nauczyciel, samorządowiec, burmistrz Lądka-Zdroju (zm. 2021)
- 17 lutego:
  - Ole Højlund Pedersen, duński kolarz szosowy
  - Andrzej Rybczyński, polski fotoreporter, fotografik (zm. 2021)
- 18 lutego:
  - Zdzisław Jankowski, polski polityk, samorządowiec, poseł na Sejm RP
  - Renāte Lāce, łotewska lekkoatletka, skoczkini w dal i sprinterka (zm. 1967)
  - Borislav Paravac, bośniacki polityk narodowości serbskiej
  - Walerij Zorkin, rosyjski prawnik
- 19 lutego:
  - Timothy Hunt, angielski biochemik, laureat Nagrody Nobla
  - Stefania Toczyska, polska śpiewaczka
  - Robert Trivers, amerykański socjobiolog
- 20 lutego:
  - Aleksandr Aleksandrow, rosyjski inżynier, kosmonauta
  - Grzegorz Dziemidowicz, polski orientalista, archeolog, dziennikarz i dyplomata
  - Antonio Inoki, japoński wrestler (zm. 2022)
  - Mike Leigh, brytyjski reżyser
- 21 lutego:
  - David Ambrose, brytyjski scenarzysta i pisarz
  - Danièle Évenou, francuska aktorka
  - Paweł Galia, polski aktor i reżyser
  - David Geffen, amerykański producent filmowy
  - Louis Jauffret, francuski narciarz
  - Rafał Olbiński, polski malarz, grafik i twórca plakatów
  - Ludmiła Ulicka, rosyjska pisarka i scenarzystka
- 22 lutego:
  - Terry Eagleton, brytyjski filozof neomarksistowski, teoretyk kultury, literaturoznawca
  - Horst Köhler, niemiecki polityk, prezydent Niemiec (zm. 2025)
  - Eduard Limonow, rosyjski pisarz, poeta, dziennikarz i polityk (zm. 2020)
  - David Skaggs, amerykański polityk
  - Enju Todorow, bułgarski zapaśnik, medalista olimpijski (zm. 2022)
  - Dick Van Arsdale, amerykański koszykarz (zm. 2024)
  - Tom Van Arsdale, amerykański koszykarz
- 23 lutego:
  - Ryszard Gwizdała, polski polityk, poseł na sejm PRL (zm. 2024)
  - Segismundo Martínez Álvarez, hiszpański duchowny katolicki, biskup Corumbá (zm. 2021)
- 24 lutego:
  - Catherine Cesarsky, francusko-argentyńska astronom i astrofizyk
  - Kent Haruf, amerykański pisarz (zm. 2014)
  - Nick Krat, amerykański piłkarz pochodzenia ukraińskiego
  - François Mazet, francuski kierowca wyścigowy
  - Luigi Meroni, włoski piłkarz (zm. 1967)
  - Christo Prodanow, bułgarski alpinista, himalaista (zm. 1984)
  - Bolesław Rakoczy, polski paulin, teolog, historyk sztuki
  - Al Tucker, amerykański koszykarz (zm. 2001)
  - Maciej Zarębski, polski lekarz, pisarz, regionalista, wydawca, podróżnik, animator kultury, działacz społeczny
- 25 lutego:
  - Boediono, indonezyjski ekonomista i polityk
  - George Harrison, członek zespołu The Beatles (zm. 2001)
  - Edelbert Richter, niemiecki polityk (zm. 2021)
- 26 lutego:
  - Bill Duke, amerykański aktor i reżyser
  - Dante Ferretti, włoski scenograf i kostiumograf
  - Johnny Höglin, szwedzki łyżwiarz
  - Kazimiera Prunskienė, litewska polityk
- 27 lutego:
  - Roman Bartnicki, polski duchowny katolicki
  - Morten Lauridsen, amerykański dyrygent i kompozytor
  - Jonathan Rosenbaum, amerykański krytyk filmowy
  - Carlos Alberto Parreira, brazylijski trener piłkarski
- 28 lutego:
  - Juta Kostorz, polska piłkarka ręczna, trenerka
  - Klaus Prenner, niemiecki lekkoatleta, średniodystansowiec
- 1 marca:
  - Ze’ew Binjamin Begin, izraelski polityk
  - Mauro Checcoli, włoski jeździec sportowy
  - Ben Jipcho, kenijski lekkoatleta, średnio- i długodystansowiec (zm. 2020)
  - Akinori Nakayama, japoński gimnastyk
  - Wolfgang Scheidel, niemiecki saneczkarz
  - Piet Veerman, holenderski piosenkarz
- 2 marca:
  - Ireneusz Choroszucha, polski dziennikarz, polityk, senator RP
  - Gabriele Gast, zachodnioniemiecka politolog i urzędnik państwowy
  - Peter Straub, amerykański pisarz (zm. 2022)
  - Juan Carlos Masnik, urugwajski piłkarz pochodzenia polskiego, trener piłkarski (zm. 2021)
- 3 marca:
  - Enzo Bianchi, włoski zakonnik, teolog, pisarz
  - Kazimierz Cholewa, działacz NSZZ „Solidarność”
  - Paul Cook, amerykański polityk, kongresmen
  - Jean-Clément Jeanbart, syryjski duchowny melchicki, arcybiskup Aleppo
  - Ivo Vajgl, słoweński polityk
- 4 marca:
  - Malcolm Barber, brytyjski historyk
  - Zoltán Jeney, węgierski kompozytor (zm. 2019)
  - Gabriele Mana, włoski duchowny katolicki, biskup Bielli
- 5 marca:
  - Alfred Hartenbach, niemiecki polityk (zm. 2016)
  - Kazimierz Kosiniak-Kamysz, polski profesor, specjalista w zakresie seminologii
- 6 marca
  - Dominick Lagonegro, amerykański duchowny katolicki
  - Gillian Sankoff, amerykańska socjolingwistka pochodzenia kanadyjskiego
- 7 marca:
  - Jacek Maria Hohensee, polski malarz, scenograf, reżyser, poeta, pisarz, satyryk i grafik
  - Anna Kossowska, polska socjolog i kryminolog, profesor nauk prawnych (zm. 2019)
- 8 marca:
  - Valerio Massimo Manfredi, włoski pisarz, filolog klasyczny, archeolog
  - Józef Wiaderny, polski polityk, poseł na Sejm RP, działacz związkowy, przewodniczący OPZZ (zm. 2000)
- 9 marca – Trish Van Devere, amerykańska aktorka
- 10 marca:
  - Wiktor Igumenow, rosyjski zapaśnik
  - Stephen Montague, amerykański kompozytor
  - Stanisław Staszewski, ukraiński polityk pochodzenia polskiego
  - Józef Trela, polski duchowny katolicki
- 11 marca:
  - Rolf Groven, norweski malarz (zm. 2025)
  - Arturo Merzario, włoski kierowca wyścigowy
  - Andrzej Tomaszewicz, polski historyk, nauczyciel, senator RP (zm. 2020)
- 12 marca:
  - Stanislav Galić, serbski generał, zbrodniarz wojenny
  - Jerzy Gryt, polski żużlowiec, trener
  - Krystyna Jagodzińska, polska pływaczka
- 13 marca:
  - Mike Fisher, brytyjski kierowca wyścigowy
  - Gianni Motta, włoski kolarz
  - Jan Komornicki, polski polityk, poseł na Sejm II kadencji, ambasador Polski na Słowacji
  - André Téchiné, francuski reżyser
- 14 marca:
  - Jerzy Dembczyński, polski fizyk, wykładowca akademicki (zm. 2023)
  - Manfred Koprek, polski piłkarz, trener
  - Bernd Patzke, niemiecki piłkarz, trener
  - Cosimo Pinto, włoski bokser
- 15 marca:
  - David Cronenberg, kanadyjski reżyser filmowy
  - Val Lehman, australijska aktorka
  - Aleksandra Łuszczyńska, polska polityk (zm. 2015)
  - Olga Schoberová, czeska aktorka
- 16 marca:
  - Włodzimierz Bednarski, polski technolog żywności
  - Francesco Giovanni Brugnaro, włoski duchowny katolicki
- 17 marca:
  - Elżbieta Karkoszka, polska aktorka
  - Bakili Muluzi, malawijski polityk
- 18 marca – Kevin Dobson, amerykański aktor (zm. 2020)
- 19 marca:
  - Mario Molina, meksykański chemik, laureat Nagrody Nobla (zm. 2020)
  - Mario Monti, włoski polityk
  - Vern Schuppan, australijski kierowca wyścigowy
- 20 marca:
  - Rainer Dieterich, niemiecki psycholog
  - Mieczysław Protasowicki, polski lekarz weterynarii, polityk, senator RP
- 21 marca:
  - François Patriat, francuski polityk
  - Krystyna Zgrzebnicka, wojewódzki konserwator zabytków w Katowicach w latach 1985–1991 (zm. 2020)
- 22 marca:
  - George Benson, amerykański gitarzysta
  - Janusz Ryl-Krystianowski, polski lalkarz i reżyser teatralny (zm. 2020)
- 23 marca:
  - John Baptist Kaggwa, ugandyjski duchowny katolicki, biskup Masaki (zm. 2021)
  - Leszek Lejczyk, polski hokeista, trener
  - Krzysztof Pruszkowski, polski artysta fotografik, architekt
- 24 marca:
  - Marcin Kula, polski historyk
  - Jiří Kynos, czeski lekkoatleta, sprinter
- 25 marca – Paul Michael Glaser, amerykański reżyser i aktor
- 26 marca:
  - Jerzy Romaniuk, polski pianista, pedagog
  - Bob Woodward, amerykański dziennikarz
- 27 marca – Ryszard Rojek, polski inżynier robotyki i automatyki, wykładowca akademicki (zm. 2024)
- 28 marca:
  - Conchata Ferrell, amerykańska aktorka (zm. 2020)
  - Richard Stilgoe, brytyjski autor tekstów piosenek oraz komik
  - Józef Racki, polski polityk, wicemarszałek województwa wielkopolskiego
  - Jerzy Ridan, polski reżyser i scenarzysta filmowy, pedagog, publicysta (zm. 2016)
- 29 marca:
  - Jan Banaś, polski piłkarz
  - Paola Binetti, włoska lekarka, naukowiec i senator
  - Eric Idle, brytyjski aktor
  - John Major, brytyjski polityk
  - Vangelis, grecki kompozytor (zm. 2022)
- 30 marca:
  - Sarah Badel, brytyjska aktorka
  - José Vantolrá, meksykański piłkarz
- 31 marca:
  - Roy Andersson, szwedzki reżyser
  - Stanisław Kruszewski, polski samorządowiec, burmistrz Józefowa (zm. 2020)
  - Christopher Walken, amerykański aktor, reżyser, i scenarzysta
- 1 kwietnia:
  - Rob Baan, holenderski trener piłkarski
  - Primo Baran, włoski wioślarz
  - Mario Botta, szwajcarski architekt
  - Herman Lindqvist, szwedzki dziennikarz, polityk
  - Rikard Ljarja, albański aktor, reżyser i scenarzysta filmowy (zm. 2020)
- 2 kwietnia:
  - Michael Boyce, brytyjski wojskowy, admirał (zm. 2022)
  - Larry Coryell, amerykański gitarzysta (zm. 2017)
  - Tadeusz Fredro-Boniecki, polski dziennikarz i publicysta
- 3 kwietnia:
  - Jonathan Lynn, brytyjski reżyser, scenarzysta i aktor
  - Jean-Louis Tauran, francuski duchowny rzymskokatolicki, kardynał, kamerling Świętego Kościoła Rzymskiego od 2014 (zm. 2018)
- 4 kwietnia:
  - Włodzimierz Dreszer, polski artysta, designer, teoretyk sztuk projektowych, pedagog
  - Mirsad Fazlagić, bośniacki piłkarz, trener
  - Jiří Paďour, czeski duchowny katolicki, biskup pomocniczy praski, biskup czeskobudziejowicki (zm. 2015)
  - John Petersen, duński piłkarz
- 5 kwietnia:
  - Reinhold Bocklet, niemiecki polityk
  - Fighting Harada, japoński bokser
  - Andrzej Malinowski, polski prawnik, logik i statystyk (zm. 2021)
  - Henryk Rossa, polski prawnik, senator RP
- 6 kwietnia:
  - Gerhard Grimmer, niemiecki biegacz narciarski (zm. 2023)
  - Johannes Harviken, norweski biegacz narciarski
  - Teet Kallas, estoński prozaik, nowelista, dramaturg, krytyk literacki
  - Blandina Paschalis Schlömer, niemiecka trapistka
  - Jaromír Štětina, czeski dziennikarz, pisarz, korespondent wojenny, polityk (zm. 2025)
- 8 kwietnia:
  - Jack O’Halloran, amerykański aktor
  - Eira Stenberg, fińska pisarka
  - Eberhard Vogel, niemiecki piłkarz
- 9 kwietnia:
  - David Cardoso, brazylijski aktor, reżyser, scenarzysta i producent filmowy
  - Olof Landström, szwedzki pisarz, ilustrator
- 10 kwietnia
  - Luigi Antonio Cantafora, włoski duchowny katolicki, biskup Lamezia Terme (zm. 2025)
  - Włodzimierz Schmidt, polski szachista (zm. 2023)
- 11 kwietnia:
  - Judith Adams, australijska polityk (zm. 2012)
  - Frederick Henry, kanadyjski duchowny katolicki (zm. 2024)
  - Poul Nielson, duński polityk
  - Harley Race, amerykański zapaśnik (zm. 2019)
- 12 kwietnia:
  - Lothar Kobluhn, niemiecki piłkarz (zm. 2019)
  - Jenny Meldrum, kanadyjska lekkoatletka
  - Luis Yáñez-Barnuevo García, hiszpański lekarz, polityk, eurodeputowany
- 13 kwietnia:
  - Tomasz Dziubiński, polski piosenkarz, gitarzysta, kompozytor
  - Billy Kidd, amerykański narciarz alpejski
  - Tim Krabbé, holenderski pisarz, dziennikarz, szachista
- 14 kwietnia:
  - Fouad Siniora, libański polityk
  - Jiří Šuhájek, czeski artysta w szkle, pedagog
  - Anna Węgleńska, polska tłumaczka literatury szwedzkiej
- 15 kwietnia:
  - Andrzej Guzik, polski koszykarz
  - Mariann Fischer Boel, duńska polityk
  - Robert Lefkowitz, amerykański biochemik
- 16 kwietnia:
  - Jan Dobosz, polski śpiewak operowy (baryton)
  - Ruth Madoc, brytyjska aktorka (zm. 2022)
  - Petro Tyschtschenko, niemiecki przedsiębiorca pochodzenia ukraińskiego
  - Anna Wagner, polska montażystka filmowa
  - Krzysztof Wodiczko, polski artysta wizualny i teoretyk sztuki
- 17 kwietnia:
  - Jahangir Butt, pakistański hokeista na trawie (zm. 2021)
  - Jean-Pierre Gorin, francuski filmowiec i profesor
  - Francesco Guido Ravinale, włoski duchowny katolicki, biskup Asti
  - Krystyna Maciejewska, polska piosenkarka
  - Roger-Gérard Schwartzenberg, francuski polityk
- 18 kwietnia – Marian Robełek, polski generał
- 19 kwietnia:
  - Marek Barański, polski historyk
  - Czesław Bartkowski, polski perkusista
  - Edward Dwurnik, polski malarz i grafik (zm. 2018)
  - José Legrá, kubański bokser
  - Manuel Plasencia, wenezuelski trener piłkarski
  - Lorenzo Sanz, hiszpański biznesmen i działacz piłkarski (zm. 2020)
  - Aleksander Usakiewicz, polski polityk, poseł na Sejm I kadencji
- 20 kwietnia – John Eliot Gardiner, angielski dyrygent
- 21 kwietnia – Koichi Wajima, japoński bokser
- 22 kwietnia:
  - Janet Evanovich, amerykańska pisarka
  - Louise Glück, amerykańska poetka, laureatka Nagrody Nobla (zm. 2023)
  - Zdzisława Libudzisz, polska mikrobiolog, wykładowczyni akademicka
  - Francisco Montes, meksykański piłkarz
- 23 kwietnia:
  - Iñaki Sáez, hiszpański piłkarz i trener piłkarski
  - Adam Szczęsny, polski polityk, chemik, poseł na Sejm II kadencji (zm. 2010)
  - Amândio Tomás, portugalski duchowny katolicki, biskup Vila Real
- 24 kwietnia:
  - David Morrell, amerykański pisarz
  - Shlemon Warduni, iracki duchowny chaldejski
- 25 kwietnia:
  - Angelo Anquilletti, włoski piłkarz (zm. 2015)
  - Alan Feduccia, amerykański paleontolog
  - Marie-France de Rose, francuska polityk
- 26 kwietnia:
  - Dominik Duka, czeski duchowny katolicki, arcybiskup metropolita Pragi i prymas Czech
  - Ferruccio Manza, włoski kolarz szosowy
  - Engelbert Szolc, polski piłkarz ręczny
  - Peter Zumthor, szwajcarski architekt
- 27 kwietnia:
  - Ryszard Bugajski, polski reżyser i pisarz (zm. 2019)
  - Helmut Marko, austriacki kierowca wyścigowy
- 28 kwietnia:
  - Arje Bibi, izraelski policjant, polityk
  - Klaas de Vries, holenderski prawnik, polityk
  - Jacques Dutronc, francuski piosenkarz, kompozytor, aktor
  - Michaił Koluszew, radziecki kolarz torowy (zm. 2024)
  - Ludmyła Komlewa, radziecka lekkoatletka, skoczkini wzwyż
- 29 kwietnia:
  - Ian Kershaw, brytyjski historyk
  - Grażyna Rytelewska, polska ekonomistka, wykładowca akademicki
- 30 kwietnia – Bobby Vee, amerykański piosenkarz (zm. 2016)
- 1 maja:
  - Franziskus Eisenbach, niemiecki duchowny katolicki, biskup pomocniczy Moguncji (zm. 2024)
  - Kjell Oscarius, szwedzki curler
  - Odilon Polleunis, belgijski piłkarz, trener (zm. 2023)
  - Georges Pontier, francuski duchowny katolicki, arcybiskup Marsylii
  - Wojciech Rutkowski, polski malarz
- 2 maja
  - Teruo Nimura, japoński piłkarz
  - Ludwik Raczyński, polski żeglarz sportowy
  - Manfred Schnelldorfer, niemiecki łyżwiarz figurowy
- 3 maja:
  - Witold Dębicki, polski aktor
  - Jim Risch, amerykański polityk, senator ze stanu Idaho
- 4 maja:
  - Stanisław Duszak, polski samorządowiec, wicemarszałek województwa lubelskiego
  - Maria Ekier, polska projektantka, ilustratorka i autorka książek dla dzieci
  - Jerzy Juliusz Kijowski, polski fizyk
  - Paul Terrio, kanadyjski duchowny katolicki, biskup Saint Paul
- 5 maja:
  - Carlos Miguel Álvarez, argentyński kolarz
  - Isidro Barrio Barrio, hiszpański duchowny katolicki, biskup diecezjalny Huancavélica w Peru
  - Michael Palin, angielski komik, członek Monty Pythona
- 6 maja:
  - Jerzy Pomin, polski adwokat (zm. 2021)
  - Stanisława Prządka, polska polityk
  - Mike Ratledge, brytyjski muzyk, kompozytor, członek zespołu Soft Machine (zm. 2025)
- 7 maja:
  - Peter Carey, australijski pisarz
  - Tadeusz Mysłowski, polski malarz, grafik, fotograf
  - Orlando Ramírez, chilijski piłkarz (zm. 2018)
  - Jerzy Skrobot, polski dziennikarz, publicysta
  - Teun van Dijk, holenderski językoznawca
- 8 maja:
  - Pat Barker, brytyjska pisarka
  - Fujio Masuoka, japoński wynalazca
  - Jochen Meißner, niemiecki wioślarz
- 9 maja – Vince Cable, brytyjski polityk
- 10 maja:
  - Liu Chao-shiuan, tajwański polityk, premier Tajwanu
  - Judith Jamison, afroamerykańska tancerka i choreograf (zm. 2024)
  - Kazimierz M. Słomczyński, polski socjolog
- 11 maja:
  - Jan Englert, polski aktor, reżyser, pedagog, rektor warszawskiej PWST
  - Nancy Greene, kanadyjska narciarka
  - Wojciech Karpiński, polski historyk, krytyk literacki i tłumacz (zm. 2020)
  - Janusz Pezda, polski polityk, samorządowiec, wicemarszałek województwa dolnośląskiego (zm. 2011)
- 12 maja – Stanisława Okularczyk, polska zootechnik, wykładowczyni akademicka, polityk, poseł na Sejm RP, wiceminister rolnictwa
- 13 maja:
  - Eve Babitz, amerykańska pisarka i dziennikarka (zm. 2021)
  - Marianna Kaim, polska łyżwiarka szybka (zm. 2014)
  - Gerhard Seibold, austriacki kajakarz
- 14 maja:
  - Birodar Abduraimov, uzbecki piłkarz, trener
  - Andrzej Bogusz, polski aktor, reżyser dubbingu
  - Alicja Bracławska-Rewera, polska polityk, poseł na Sejm PRL
  - Jack Bruce, brytyjski wokalista, kompozytor, basista, członek zespołu Cream (zm. 2014)
  - Jean-Paul Gobel, francuski duchowny katolicki, arcybiskup, nuncjusz apostolski
  - Ólafur Ragnar Grímsson, islandzki polityk, prezydent Islandii
  - Bosco Lin Chi-nan, tajwański duchowny katolicki, biskup Tainanu
  - Alan Mollohan, amerykański polityk
  - Stephen Reichert, amerykański duchowny katolicki, biskup Mendi i arcybiskup Madang w Papui-Nowej Gwinei
- 15 maja:
  - Marianne Gossweiler, szwajcarska jeźdźczyni sportowa
  - Nicole Péry, francuska nauczycielka, działaczka samorządowa, polityk, eurodeputowana
- 16 maja:
  - Dan Coats, amerykański polityk, senator ze stanu Indiana
  - Ove Kindvall, szwedzki piłkarz (zm. 2025)
- 17 maja:
  - Wacław Bartnik, polski polityk (zm. 2023)
  - Joanna Bruzdowicz, polska kompozytorka, pianistka, krytyk muzyczny (zm. 2021)
  - János Kóbor, węgierski wokalista, gitarzysta, członek zespołu Omega (zm. 2021)
  - Maria Ławrynowicz, polska biolog
  - Rachamim Talbi, izraelski piłkarz
- 18 maja:
  - Jacques-Pierre Amette, francuski pisarz, dramaturg i krytyk literacki
  - Helmut Haussmann, niemiecki polityk
  - José Henrique, portugalski piłkarz
  - Giennadij Sosonko, holenderski szachista
- 19 maja:
  - Franciszek Jamroż, polski działacz związkowy i samorządowy, prezydent Gdańska (zm. 2023)
  - Herbert Schmalstieg, niemiecki ekonomista, urzędnik, marketingowiec i polityk
  - Bohdan Urbankowski, polski poeta (zm. 2023)
  - Jean Walschaerts, belgijski kolarz
- 20 maja:
  - Tadeusz Aleksandrowicz, polski trener koszykówki
  - Al Bano, włoski piosenkarz, aktor
- 21 maja:
  - Michael Noonan, irlandzki polityk
  - Ron Watts, amerykański koszykarz
- 22 maja:
  - Kurt Bendlin, niemiecki lekkoatleta (zm. 2024)
  - Francesco Cacucci, włoski duchowny katolicki, arcybiskip Bari-Bitonto
  - Gesine Schwan, niemiecka politolog i polityk
  - Andrzej Rafał Waltenberger, polski scenograf filmowy.
  - Elisabeth Williams, północnoirlandzka pacyfistka, laureatka Nagrody Nobla (zm. 2020)
- 23 maja – Felix Slováček, czeski klarnecista
- 24 maja:
  - Gary Burghoff, amerykański aktor
  - Juhani Suutarinen, fiński biathlonista
- 25 maja:
  - Paul Aulagnier, francuski duchowny katolicki, założyciel Instytutu Dobrego Pasterza (zm. 2021)
  - Ramiro Navarro, meksykański piłkarz
  - Ed Whitfield, amerykański polityk
- 26 maja:
  - Klaus-Jürgen Bathe, niemiecki profesor inżynierii mechanicznej
  - José Borges do Couto, brazylijski piłkarz
- 27 maja:
  - Cilla Black, angielska piosenkarka (zm. 2015)
  - Luděk Sobota, czeski aktor
  - Bruce Weitz, amerykański aktor
- 28 maja – Andrzej Dorosz, polski ekonomista
- 29 maja:
  - Jan Kůrka, czeski strzelec sportowy
  - Antoni Pacyński, polski jeździec sportowy, trener
- 30 maja:
  - Sharon Gless, amerykańska aktorka
  - Simona Kossak, biolog, leśnik, popularyzator nauki (zm. 2007)
  - Anders Michanek, szwedzki żużlowiec
  - Narcís Serra, hiszpański i kataloński polityk
- 1 czerwca:
  - Miklós Beer, węgierski duchowny katolicki, biskup Vác
  - Orietta Berti, włoska piosenkarka
  - Piotr Paweł Gach, polski historyk
- 2 czerwca:
  - Adam Łukomski, polski prawnik, poseł na Sejm RP (zm. 2011)
  - Kevork Malikyan, brytyjski aktor ormiańskiego pochodzenia
  - Helena Możejko, polska pielęgniarka i polityk, posłanka na Sejm PRL
  - Crescenzio Sepe, włoski duchowny katolicki, kardynał
- 3 czerwca:
  - Iain Chalmers, brytyjski lekarz
  - Billy Cunningham, amerykański koszykarz
- 4 czerwca – Joyce Meyer, amerykańska kaznodziejka, pisarka
- 5 czerwca – Piotr Matywiecki, polski poeta, krytyk literacki i eseista
- 6 czerwca: 
  - Agnieszka Dąbrowska, polska radca prawny i działaczka opozycyjna
  - Zdzisław Domański, polski polityk, samorządowiec, poseł na Sejm RP
- 7 czerwca – Mel Levine, amerykański polityk pochodzenia żydowskiego
- 8 czerwca:
  - Colin Baker, angielski aktor
  - William Calley, amerykański oficer (zm. 2024)
  - Jan Chojnacki, polski profesor nauk medycznych
  - Pierre-André Fournier, kanadyjski duchowny katolicki (zm. 2015)
  - Penny Rimbaud, brytyjski perkusista, poeta i pisarz
- 9 czerwca:
  - Wiktor Aristow ros. Виктор Фёдорович Аристов, rosyjski reżyser (zm. 1994)
  - Kenny Barron, afroamerykański pianista i kompozytor jazzowy
  - John Fitzpatrick, brytyjski kierowca wyścigowy
  - Joe Haldeman, amerykański pisarz science fiction
  - Charles Saatchi, amerykański przedsiębiorca
- 10 czerwca:
  - Jon McGlocklin, amerykański koszykarz
  - Luigi Roncaglia, włoski kolarz
  - Henk Wery, holenderski piłkarz
- 11 czerwca – Bronisława Kawalla, polska pianistka
- 12 czerwca – László Benkő, węgierski klawiszowiec i trębacz (zm. 2020)
- 13 czerwca:
  - Malcolm McDowell, amerykański aktor
  - Edward Skorek, polski siatkarz
- 14 czerwca:
  - Bernard Jamnický, słowacki taternik, alpinista, przewodnik tatrzański i ratownik górski (zm. 1979)
  - Piet Keizer, holenderski piłkarz (zm. 2017)
  - John Miles, brytyjski kierowca (zm. 2018)
  - Jim Sensenbrenner, amerykański polityk, kongresmen ze stanu Wisconsin
  - Radosław Spasow, bułgarski reżyser, scenarzysta i operator filmowy (zm. 2024)
- 15 czerwca:
  - Anna Członkowska, polska lekarz, neurolog, profesor nauk medycznych
  - Johnny Hallyday, francuski piosenkarz, kompozytor i aktor (zm. 2017)
  - Poul Nyrup Rasmussen, duński polityk
  - Manuel Porto, portugalski polityk
  - Muff Winwood, brytyjski basista, kompozytor, producent muzyczny, członek The Spencer Davis Group
- 16 czerwca:
  - Joan Van Ark, amerykańska aktorka
  - Janina Borońska, polska aktorka
  - Francesco Micciché, włoski duchowny katolicki
- 17 czerwca:
  - Newt Gingrich, amerykański polityk
  - Barry Manilow, amerykański piosenkarz
  - Franciszek Potulski, polski polityk, poseł na Sejm RP
  - Burt Rutan, amerykański konstruktor samolotów
- 18 czerwca:
  - Raffaella Carrà, włoska piosenkarka, tancerka i aktorka (zm. 2021)
  - Robert Cunningham, amerykański duchowny katolicki
  - Armand Maillard, francuski duchowny katolicki, arcybiskup Bourges
  - Éva Marton, węgierska śpiewaczka operowa
- 20 czerwca:
  - Ursula Engelen-Kefer, niemiecka działaczka związkowa
  - Wojciech Gąssowski, polski piosenkarz
- 21 czerwca:
  - Marika Green, francusko-szwedzka aktorka
  - Brian Sternberg, amerykański lekkoatleta, tyczkarz (zm. 2013)
- 22 czerwca:
  - Klaus Maria Brandauer, austriacki aktor i reżyser
  - Marita Lange, niemiecka lekkoatletka
- 23 czerwca:
  - Vinton Gray Cerf, amerykański informatyk
  - Ewa Decówna, polska aktorka
  - James Levine, amerykański pianista i dyrygent (zm. 2021)
  - Albert Pintat Santolària, polityk Andory
- 24 czerwca – Winston Dookeran, trynidadzko-tobagijski polityk
- 25 czerwca:
  - Vittorio Feltri, włoski dziennikarz
  - Carly Simon, amerykańska piosenkarka i kompozytorka
  - Roberto Vecchioni, włoski piosenkarz, kompozytor, pisarz
- 26 czerwca:
  - Georgie Fame, angielski piosenkarz
  - Krzysztof Gradowski, polski scenarzysta, reżyser i aktor (zm. 2021)
  - Foppe de Haan, holenderski trener piłkarski
- 28 czerwca:
  - Władysław Bieniek, polski prawnik i samorządowiec (zm. 2023)
  - Helena Blehárová, słowacko-czeska piosenkarka i aktorka
  - Pietro Guerra, włoski kolarz
  - Klaus von Klitzing, niemiecki fizyk, laureat Nagrody Nobla
  - Ryszard Krynicki, polski poeta i tłumacz
  - Janusz Michalewicz, polski aktor, ekonomista, przedsiębiorca, publicysta
- 29 czerwca:
  - Maureen O’Brien, angielska aktorka i pisarka
  - Gene Littles, amerykański koszykarz i trener koszykarski (zm. 2021)
- 30 czerwca:
  - Daniel Kablan Duncan, ekonomista i polityk Wybrzeża Kości Słoniowej
  - Dieter Kottysch, niemiecki bokser (zm. 2017)
- 1 lipca:
  - Kazimierz Burnat, polski poeta, tłumacz, dziennikarz, publicysta
  - Benvenuto Italo Castellani, włoski duchowny katolicki
  - Marian Glinka, polski aktor (zm. 2008)
  - Vlasta Seifertová, czeska lekkoatletka, sprinterka i skoczkini w dal
  - Jeff Wayne, amerykański kompozytor
- 2 lipca
  - Cornelius Fontem Esua, kameruński duchowny katolicki, arcybiskup metropolita Bamendy
  - Walter Godefroot, belgijski kolarz szosowy
  - Witold Kazimierz Staniszkis, polski informatyk, naukowiec, działacz społeczny
- 3 lipca:
  - Vito Bonsignore, włoski polityk
  - Włodzimierz Danek, polski strzelec sportowy, trener (zm. 2022)
  - Ray Lynch, amerykański kompozytor
  - Kurtwood Smith, amerykański aktor
  - Norman Thagard, amerykański naukowiec i astronauta
  - Gary Waldhorn, brytyjski aktor (zm. 2022)
- 4 lipca:
  - Orestes Rodríguez Vargas, peruwiański szachista (zm. 2024)
  - Heide Simonis, niemiecka polityk (zm. 2023)
- 5 lipca:
  - Claude-Joseph Azéma, francuski biskup katolicki (zm. 2021)
  - Robbie Robertson, kanadyjski muzyk (zm. 2023)
- 6 lipca:
  - Muhamet Kapllani, albański dyplomata, polityk
  - Richard Konkolski, czeski żeglarz, marynista
  - Antoni Nowakowski, polski inżynier, specjalista z zakresu biocybernetyki i inżynierii biomedycznej, wykładowca akademicki
- 7 lipca:
  - Salvatore Cutugno, włoski piosenkarz (zm. 2023)
  - Hans-Jürgen Geschke, niemiecki kolarz torowy
- 8 lipca:
  - Stanisław Koziej, polski generał brygady
  - Rainer Kuchta, polski piłkarz
  - Ricardo Pavoni, urugwajski piłkarz
  - Ri Chun Hi, północnokoreańska aktorka, dziennikarka
  - Harbinder Singh, indyjski hokeista na trawie
  - Jacek Smagowicz, polski działacz komunistyczny (zm. 2022)
- 9 lipca:
  - Gerd Althoff, niemiecki historyk
  - Jadwiga Bryła, polska biolog, biochemik
  - John Casper, amerykański astronauta
  - Tomasz Mamiński, polski polityk, działacz związkowy, poseł na Sejm RP
  - Suzanne Rogers, amerykańska aktorka
- 10 lipca:
  - Joseph Augustine Di Noia, amerykański duchowny katolicki, arcybiskup
  - Andrzej Grzywacz, polski naukowiec
  - Stanislav Lipovšek, słoweński duchowny katolicki, biskup Celje
- 11 lipca:
  - Howard Gardner, amerykański psycholog
  - Susan Seaforth Hayes, amerykańska aktorka
  - Tom Holland, amerykański reżyser, scenarzysta, aktor i producent filmowy
  - Mieczysław Machnicki, polski poeta, prozaik (zm. 2021)
- 12 lipca:
  - Christine McVie, brytyjska klawiszowiec, wokalistka, członkini zespołu Fleetwood Mac (zm. 2022)
  - Walter Murch, amerykański montażysta filmowy
  - Paul Silas, amerykański koszykarz, trener, analityk (zm. 2022)
- 13 lipca – Miguel Mas, hiszpański kolarz torowy
- 14 lipca:
  - Pepe Fernández, urugwajski piłkarz
  - Fabrizio Poletti, włoski piłkarz
  - Christopher Priest, brytyjski pisarz (zm. 2024)
  - Marilyn Wilson, australijska pływaczka
- 15 lipca:
  - Jocelyn Bell Burnell, brytyjska astrofizyczka
  - Büdżijn Dżalbaa, mongolski łyżwiarz szybki, olimpijczyk
- 16 lipca:
  - Patricia Churchland, kanadyjska filozof
  - Martin Huba, słowacki aktor
  - Bernard Kawka, polski kompozytor
  - Peter Stasiuk, duchowny greckokatolicki
  - Tadeusz Sznuk, polski dziennikarz
- 17 lipca:
  - Peter Andruška, słowacki pisarz, poeta, krytyk literacki (zm. 2024)
  - Bolesław Balcerowicz, polski generał, naukowiec
  - Szelomo Ben Ammi, izraelski polityk, dyplomata i historyk
  - Andrzej Szaciłło, polski aktor
  - Adam Trela, polski aktor
- 19 lipca:
  - David Griffin, brytyjski aktor
  - Thomas Sargent, amerykański ekonomista, laureat Nagrody Banku Szwecji im. Alfreda Nobla w dziedzinie ekonomii
- 20 lipca:
  - Bob McNab, angielski piłkarz, trener
  - Ryszard Ulicki, polski polityk (zm. 2016)
- 21 lipca:
  - Michael Caton, amerykański aktor, prezenter telewizyjny
  - Krzysztof Jasiński, polski aktor, reżyser teatralny i telewizyjny
  - Wit Majewski, polski związkowiec, polityk, poseł na Sejm RP (zm. 2024)
  - Barbara Schlick, austriacka śpiewaczka operowa (sopran)
- 22 lipca:
  - Kay Bailey Hutchison, amerykańska polityk, senator ze stanu Teksas
  - Jesús Juárez Párraga, hiszpański duchowny katolicki, arcybiskup Sucre w Boliwii
- 23 lipca:
  - Bogumił Borowski, polski polityk, poseł na Sejm RP (zm. 2014)
  - Paolo Costa, włoski ekonomista, polityk
  - Lucy Lee Flippin, amerykańska aktorka
  - Zvonimir Vujin, serbski bokser (zm. 2019)
  - Bohdan Woronowicz, polski psychiatra, seksuolog, specjalista terapii uzależnień
- 24 lipca – Ludmiła Bragina, radziecka lekkoatletka
- 25 lipca:
  - Hans-Peter Kaul, niemiecki prawnik (zm. 2014)
  - Jolanta Kubicka, polska piosenkarka
  - Erika Steinbach, niemiecka polityk
  - Ryszard Wolański, polski dziennikarz muzyczny (zm. 2020)
- 26 lipca
  - Peter Hyams, amerykański reżyser filmowy
  - Mick Jagger, brytyjski wokalista, członek zespołu The Rolling Stones
- 27 lipca:
  - Max Jean, francuski kierowca wyścigowy
  - Cecilia Womersley, nowozelandzka narciarka alpejska, olimpijka
- 28 lipca:
  - Bill Bradley, amerykański koszykarz, przedsiębiorca, polityk, senator ze stanu New Jersey
  - Mieczysław Jedoń, polski ekonomista, polityk, poseł na Sejm RP
  - Richard Wright, brytyjski progresywny muzyk rockowy grający na instrumentach klawiszowych, dętych, a także wiolonczeli i skrzypcach (Pink Floyd) (zm. 2008)
- 29 lipca:
  - Ingrid Krämer, niemiecka skoczkini do wody
  - Peter Del Monte, włoski reżyser, scenarzysta filmowy (zm. 2021)
  - Andrzej Kralczyński, polski działacz związkowy, senator RP (zm. 2016)
  - Marta Ptaszyńska, polska kompozytorka
- 30 lipca:
  - Magne Myrmo, norweski biegacz narciarski
  - Giuseppe Versaldi, włoski duchowny katolicki, wikariusz generalny archidiecezji Vercelli, kardynał
- 31 lipca – Paquita Sauquillo, hiszpańska polityk i prawniczka
- 1 sierpnia:
  - Tomasz Knothe, polski prawnik, historyk, dyplomata
  - Andy Roxburgh, szkocki piłkarz, trener
  - Josip Stanić Stanios, chorwacki malarz, pisarz
- 2 sierpnia:
  - Richard Fancy, amerykański aktor
  - Rose Tremain, brytyjska pisarka
  - Max Wright, amerykański aktor (zm. 2019)
- 3 sierpnia:
  - Krystyna Bernadotte, członkini szwedzkiej rodziny królewskiej
  - Béla Bollobás, węgiersko-brytyjski matematyk
  - Alfrēds Čepānis, łotewski polityk (zm. 2024)
  - Sergio Liani, włoski lekkoatleta, płotkarz
  - Roberto Speciale, włoski samorządowiec, polityk
  - Maria Szraiber, polska pianistka
- 4 sierpnia:
  - Vicente Álvarez Areces, hiszpański polityk, prezydent Asturii (zm. 2019)
  - Milan Máčala, czeski piłkarz, trener
  - Michael McCulley, amerykański astronauta
  - Bjørn Wirkola, norweski skoczek narciarski
- 5 sierpnia:
  - Frederick Campbell, amerykański duchowny katolicki, biskup Columbus
  - Petre Ciarnău, rumuński zapaśnik
  - Leo Kinnunen, fiński kierowca wyścigowy (zm. 2017)
  - Rodney Pattisson, brytyjski żeglarz sportowy
- 6 sierpnia:
  - Michael Anderson Jr., brytyjski aktor
  - Helmut Pfleger, niemiecki szachista, dziennikarz szachowy
  - Jerzy Wawszczak, polski inżynier, wykładowca akademicki, polityk, wojewoda płocki
- 7 sierpnia – Muhammad Badi, egipski polityk islamistyczny
- 8 sierpnia – Mario Tassone, włoski polityk i prawnik
- 9 sierpnia:
  - Lubomir Kavalek, czeski szachista, dziennikarz (zm. 2021)
  - František Němec, czeski aktor
  - John Rambo, amerykański lekkoatleta, skoczek wzwyż (zm. 2022)
- 10 sierpnia:
  - Louis Brus, amerykański chemik, laureat Nagrody Nobla
  - Irena Karel, polska aktorka
  - Michael Mantler, austriacki trębacz i kompozytor
- 11 sierpnia:
  - Abigail Folger, amerykańska aktywistka społeczna i polityczna (zm. 1969)
  - Krzysztof Meyer, polski kompozytor
  - Pervez Musharraf, pakistański generał i polityk (zm. 2023)
  - Dieter Schubert, niemiecki wioślarz
  - Stefan Szmidt, polski aktor
- 12 sierpnia:
  - Jeff Bleckner, amerykański reżyser
  - Herta Däubler-Gmelin, niemiecka polityk
  - Jim Storm, amerykański aktor
- 13 sierpnia:
  - Gérard Deprez, belgijski socjolog, polityk
  - Gary Ilman, amerykański pływak
  - Roberto Micheletti, honduraski polityk, p.o. prezydenta Hondurasu
  - Ertha Pascal-Trouillot, haitańska polityk, p.o. prezydenta Haiti
- 14 sierpnia:
  - John Gaydos, amerykański duchowny katolicki
  - Jon McBride, amerykański astronauta (zm. 2024)
  - Wolf Wondratschek, niemiecki pisarz
- 16 sierpnia – Staffan Skott, szwedzki pisarz, dziennikarz, tłumacz (zm. 2021)
- 17 sierpnia:
  - Robert De Niro, amerykański aktor
  - Yukio Kasaya, japoński skoczek narciarski (zm. 2024)
- 18 sierpnia:
  - Hannu Mäkelä, fiński pisarz
  - Gianni Rivera, włoski piłkarz
- 19 sierpnia:
  - Bruce Ackerman, amerykański prawnik, politolog, filozof polityczny
  - Borys Sawczuk, ukraiński lekkoatleta, sprinter
  - Ryszard Zuber, francuski językoznawca, logik pochodzenia polskiego
- 20 sierpnia – Sylvester McCoy, brytyjski aktor
- 21 sierpnia:
  - Perry Christie, polityk, prawnik i sportowiec z Bahamów
  - Leszek Muth, polski muzyk i inżynier dźwięku (zm. 2018)
  - Piotr Winczorek, polski prawnik (zm. 2015)
- 22 sierpnia:
  - Nahas Angula, namibijski polityk
  - Tadeusz Polański, polski polityk, poseł na Sejm RP
  - Jan Poprawa, polski historyk, publicysta i krytyk muzyczny
  - Masatoshi Shima, japoński chemik
- 23 sierpnia:
  - Rodney Alcala, amerykański seryjny morderca i gwałciciel (zm. 2021)
  - Nelson DeMille, amerykański pisarz (zm. 2024)
  - Raúl Cubas Grau, paragwajski polityk
  - Romuald Piasecki, polski muzyk rockowy, gitarzysta, multiinstrumentalista, wokalista, kompozytor, autor tekstów
  - Marek Tałasiewicz, polski polityk, wojewoda zachodniopomorski
  - Bengt Westerberg, szwedzki polityk
- 24 sierpnia:
  - Dafydd Iwan, walijski śpiewak, przedsiębiorca i polityk
  - Wacław Seruga, polski inżynier architekt
  - Stanisław Żurowski, polski etnograf, polityk, poseł na Sejm RP
- 25 sierpnia
  - Niles Eldredge, amerykański paleontolog i ewolucjonista
  - Adriana Poli Bortone, włoska polityk, eurodeputowana
- 26 sierpnia:
  - Klaus Katzur, niemiecki pływak (zm. 2016)
  - Ulf Sundelin, szwedzki żeglarz sportowy
- 27 sierpnia:
  - Marynell Meadors, amerykańska trenerka koszykarska
  - Bob Kerrey, amerykański polityk, senator ze stanu Nebraska
  - Wolfgang Nordwig, niemiecki lekkoatleta, tyczkarz
  - Tuesday Weld, amerykańska aktorka
  - Peter Zurbriggen, szwajcarski duchowny rzymskokatolicki, arcybiskup, nuncjusz apostolski (zm. 2022)
- 28 sierpnia:
  - Surayud Chulanont, premier Tajlandii
  - Lou Piniella, amerykański baseballista
  - David Soul, amerykański aktor i piosenkarz (zm. 2024)
- 29 sierpnia:
  - Erhard Bastek, polski polityk, działacz mniejszości niemieckiej, poseł na Sejm RP (zm. 2017)
  - Claes-Göran Carlman, szwedzki curler
  - Arthur B. McDonald, kanadyjski fizyk, laureat Nagrody Nobla
- 30 sierpnia:
  - Anna Adamis, węgierska wokalistka, autorka tekstów, poetka
  - Robert Crumb, amerykański autor komiksów, muzyk
  - Colin Dann, brytyjski pisarz
  - Jean-Claude Killy, francuski narciarz alpejski
  - Wilfried Kuckelkorn, niemiecki związkowiec, polityk
  - Terry Simpson, kanadyjski hokeista
- 31 sierpnia:
  - Thierry Jordan, francuski duchowny katolicki, arcybiskup Reims
  - Zofia Szcześniewska, polska siatkarka (zm. 1988)
  - Rajmund Szwonder, polski polityk, inżynier, senator RP (zm. 2008)
- 1 września:
  - Gerhard Aigner, niemiecki piłkarz, sędzia i działacz piłkarski (zm. 2024)
  - Curtis John Guillory, afroamerykański duchowny katolicki
  - Andrzej Jakóbiec, polski trębacz i jazzman (zm. 2005)
  - Don Stroud, amerykański surfer, aktor
  - Teresa Tutinas, polska piosenkarka
- 2 września:
  - Edmond Alphandéry, francuski ekonomista, wykładowca akademicki, polityk
  - Hans-Ulrich Grapenthin, niemiecki piłkarz, bramkarz
  - Jan Karbowski, polski ekonomista, polityk, senator RP (zm. 2016)
  - João Nílton dos Santos Souza, brazylijski duchowny katolicki, biskup Amargosy
- 3 września:
  - Michael Darr Barnes, amerykański prawnik, polityk
  - Kazimierz Filipiak, polski chemik, nauczyciel wojewoda sieradzki (zm. 2018)
  - Roger Kolo, madagaskarski lekarz, polityk, premier Madagaskaru
  - Luc Merenda, francuski aktor pochodzenia włoskiego
  - Valerie Perrine, amerykańska aktorka, modelka
  - Dagmar Schipanski, niemiecka polityk (zm. 2022)
- 4 września:
  - Giuseppe Gentile, włoski lekkoatleta, trójskoczek
  - Juan Godayol Colom, hiszpański duchowny katolicki, prałat terytorialny Ayaviri w Peru
  - Carlos Germán Mesa Ruiz, kolumbijski duchowny katolicki, biskup Socorro y San Gil
  - Tatjana Veinberga, łotewska siatkarka (zm. 2008)
  - Françoise de Veyrinas, francuska polityk, eurodeputowana (zm. 2008)
- 5 września:
  - Bruce Cumings, amerykański historyk
  - Marianne Jelved, duńska nauczycielka, polityk
  - Łarisa Wiktorowa, rosyjska pływaczka
  - Charles Williams, amerykański koszykarz
- 6 września:
  - Francesco Biasin, włoski duchowny katolicki, biskup Barra do Piraí-Volta Redonda w Brazylii
  - Marija Miletić Dail, chorwacka reżyserka filmów animowanych
  - Richard J. Roberts, amerykański biochemik, laureat Nagrody Nobla
  - William Slattery, irlandzki duchowny katolicki, arcybiskup Pretorii w Południowej Afryce
  - Roger Waters (właśc. George Roger Waters), były wokalista i basista zespołu Pink Floyd
- 7 września:
  - Gloria Gaynor, amerykańska piosenkarka
  - Elżbieta Stefańska, polska klawesynistka
- 9 września:
  - Sulejman Dibra, albański aktor (zm. 2018)
  - Tom Shippey, brytyjski literaturoznawca, krytyk literacki
- 10 września:
  - Tor Edvin Dahl, norweski prozaik, dramaturg, dziennikarz, krytyk literacki
  - Superstar Billy Graham, amerykański wrestler (zm. 2023)
  - Horst-Dieter Höttges, niemiecki piłkarz (zm. 2023)
  - Stefan Knothe, polski aktor
  - Aleksander Łuczak, polski polityk (zm. 2023)
- 11 września – Mickey Hart, amerykański muzyk i perkusista
- 12 września:
  - Maria Muldaur, amerykańska piosenkarka
  - Michael Ondaatje, kanadyjski pisarz i poeta
  - Heinz Wittmann, niemiecki piłkarz
- 13 września:
  - Ewa Bieńkowska, polska eseistka, pisarka, historyk literatury, tłumaczka
  - Lincoln Davis, amerykański polityk
- 14 września – Marcos Valle, brazylijski wokalista, instrumentalista, producent muzyczny
- 15 września:
  - Terry Betts, angielski żużlowiec
  - Ryszard Sławiński, polski dziennikarz, polityk, senator RP
- 16 września:
  - Valentino Di Cerbo, włoski duchowny katolicki
  - Tomasz Knapik, polski lektor (zm. 2021)
  - Oskar Lafontaine, niemiecki polityk
  - Korneliusz Pacuda, polski dziennikarz i krytyk muzyczny, popularyzator muzyki country
  - Marek Rusin, polski inżynier
- 17 września:
  - Angelo Comastri, włoski kardynał
  - János Kis, węgierski filozof, socjolog i politolog
  - Edward Margański, polski inżynier
  - Pavel Rychetský, czeski prawnik i polityk
  - Anthony Zinni, amerykański wojskowy
- 18 września:
  - Ryszard Gawior, polski saneczkarz
  - Henry Giroux, amerykański socjolog, pedagog
- 19 września:
  - Janusz Kondratiuk, polski reżyser i scenarzysta (zm. 2019)
  - Murilo Krieger, brazylijski duchowny katolicki, arcybiskup Salvadoru, prymas Brazylii
  - Danuta Matejko, polska koszykarka
  - Joe Morgan, amerykański baseballista (zm. 2020)
  - Pan Witek, polski gitarzysta i śpiewak uliczny
- 20 września – Ted Neeley, amerykański aktor
- 21 września:
  - Ludwig Georg Braun, niemiecki przedsiębiorca
  - Jerry Bruckheimer, amerykański producent filmowy pochodzenia żydowskiego
  - Ombretta Colli, włoska pieśniarka, aktorka, polityk
- 22 września:
  - Toni Basil(inne języki), amerykańska piosenkarka, aktorka, choreografka, tancerka i filmowiec
  - Jaak Gabriëls, belgijski i flamandzki polityk (zm. 2024)
  - Zbigniew Pawłowicz, polski lekarz, polityk, poseł na Sejm RP (zm. 2023)
- 23 września:
  - Youssef Aboul-Kheir, egipski duchowny katolicki
  - Julio Iglesias, hiszpański piosenkarz
  - Lino Oviedo, paragwajski polityk, generał (zm. 2013)
- 24 września
  - Randall Duk Kim, amerykański aktor
  - Claudio Martelli, włoski dziennikarz, polityk
- 25 września:
  - Rui Amaral, portugalski ekonomista, wykładowca akademicki, polityk
  - Annette Du Plooy, południowoafrykańska tenisistka
  - Robert Gates, amerykański polityk, dyrektor CIA, sekretarz obrony
  - Aram Saroyan, amerykański poeta, prozaik, dramaturg, pamiętnikarz, biograf pochodzenia ormiańskiego
- 26 września:
  - Copeu, brazylijski piłkarz
  - Bogusław Pietrzak, polski ekonomista, wykładowca akademicki
  - Tim Schenken, australijski kierowca wyścigowy
  - Rosa Sels, belgijska kolarka szosowa
- 27 września:
  - Randy Bachman, kanadyjski muzyk
  - Van Chancellor, amerykański trener koszykarski
  - Walter Riester, niemiecki polityk
  - Liisa Suihkonen, fińska biegaczka narciarska
  - Georg Winckler, austriacki ekonomista
- 28 września:
  - Brendan Michael O’Brien, kanadyjski duchowny katolicki
  - Algirdas Vaclovas Patackas, litewski polityk (zm. 2015)
  - Ursula Werner, niemiecka aktorka
- 29 września:
  - Mohammad Chatami, irański teolog, filozof i polityk
  - Abdul Koroma, polityk i dyplomata ze Sierra Leone
  - Zbigniew Osenkowski, polski inżynier mechanik
  - Wolfgang Overath, niemiecki piłkarz
  - Hubert Skrzypczak, polski bokser
  - Luis Carlos Galán, kolumbijski dziennikarz i polityk liberalny (zm. 1989)
  - Lech Wałęsa, polski działacz związkowy, polityk, laureat Pokojowej Nagrody Nobla, prezydent Polski
- 30 września:
  - Johann Deisenhofer, niemiecki biochemik i biofizyk, laureat Nagrody Nobla
  - Ryszard Horodecki, polski fizyk
  - Wiktor Krebok, polski trener siatkówki
  - Ian Ogilvy, angielsko-amerykański aktor
- 1 października:
  - Jean-Jacques Annaud, francuski reżyser
  - Rolf Berend, niemiecki polityk
  - Patrick D’Rozario, bengalski duchowny katolicki, arcybiskup Dhaki, kardynał
  - Michal Orolín, słowacki taternik i alpinista
  - Justo Jorge Padrón, hiszpański poeta, eseista i tłumacz (zm. 2021)
- 2 października:
  - Andrzej Kuryło, polski poeta i autor tekstów piosenek
  - Charles Savarin, dominicki polityk, prezydent Dominiki
  - Eduardo Serra, portugalski operator filmowy
  - Paul Van Himst, belgijski piłkarz
- 3 października:
  - Jeff Bingaman, amerykański polityk, senator ze stanu Nowy Meksyk
  - Jeremiasz (Anchimiuk), polski duchowny prawosławny (zm. 2017)
- 4 października:
  - Owen Davidson, australijski tenisista (zm. 2023)
  - Mick Jackson, brytyjski reżyser
  - Henryk Siedlecki, polski rolnik, działacz spółdzielczy, poseł na Sejm RP (zm. 2024)
- 5 października:
  - Ben Cardin, amerykański polityk, senator ze stanu Maryland
  - Inna Czurikowa, rosyjska aktorka (zm. 2023)
  - Marian Kaźmierkowski, polski elektrotechnik
  - Andrzej Litwornia, polski historyk literatury, eseista, mieszkający we Włoszech (zm. 2006)
  - Michael Morpurgo, brytyjski pisarz
  - Steve Miller, amerykański gitarzysta, wokalista, kompozytor, założyciel zespołu Steve Miller Band
  - Stefan Wojtas, polski pianista i pedagog (zm. 2024)
- 6 października:
  - Ottavio Bianchi, włoski piłkarz, trener
  - Richard Caborn, brytyjski polityk
  - Ludmiła Grygiel, polska historyk, eseista i tłumaczka
  - Elżbieta Starostecka, polska aktorka i piosenkarka
  - Udo Zimmermann, niemiecki muzykolog, dyrygent, kompozytor i reżyser operowy (zm. 2021)
- 7 października:
  - Oliver North, amerykański podpułkownik
  - Bogumiła Wander, polska spikerka i prezenterka telewizyjna, reżyserka filmów dokumentalnych (zm. 2024)
- 8 października:
  - Chevy Chase, amerykański aktor, komik
  - Bronisław Cieślak, polski dziennikarz, aktor, polityk, poseł na Sejm RP (zm. 2021)
  - William Martin Morris, australijski duchowny katolicki
  - R.L. Stine, amerykański powieściopisarz
- 9 października:
  - Dianne Burge, australijska lekkoatletka, sprinterka (zm. 2024)
  - Renato Cappellini, włoski piłkarz
  - Bolesław Izydorczyk, polski generał dywizji, dyplomata (zm. 2024)
- 10 października:
  - Teresa Dobrzyńska, polska językoznawca i teoretyk literatury
  - Denis Komivi Amuzu-Dzakpah, togijski duchowny katolicki, biskup Lomé
- 11 października – John Nettles, angielski aktor i historyk
- 12 października:
  - Jakob Kuhn, szwajcarski trener piłkarski (zm. 2019)
  - Bertil Roos, szwedzki kierowca wyścigowy (zm. 2016)
  - Lin Shaye, amerykańska aktorka
- 13 października:
  - Mirosław Małachowski, polski chemik, polityk, poseł na Sejm RP (zm. 2015)
  - Peter Sauber, główny twórca i szef zespołu Sauber
- 14 października:
  - Andrej Glavan, słoweński duchowny katolicki, biskup Novego mesta
  - Iva Nebeská, czeska językoznawczyni
- 15 października:
  - Stanley Fischer, izraelski ekonomista, przedsiębiorca, prezes Banku Izraela (zm. 2025)
  - Penny Marshall, amerykańska reżyserka, producentka i aktorka (zm. 2018)
- 16 października:
  - Jacek Durski, polski prozaik, poeta, malarz, rzeźbiarz (zm. 2021)
  - Alfons Hecher, niemiecki zapaśnik
  - Hans-Dieter Tippenhauer, niemiecki trener piłkarski (zm. 2021)
  - Fred Turner(inne języki), kanadyjski muzyk, członek zespołu Bachman-Turner Overdrive
- 17 października:
  - Kirił Dojczinowski, macedoński piłkarz, trener (zm. 2022)
  - Szodi Szabdolow, radziecki i tadżycki polityk (zm. 2023)
  - Adam Jacek Kozak, grafik, malarz, rysownik
- 18 października:
  - Giacomo Battiato, włoski reżyser i scenarzysta filmowy
  - Birthe Rønn Hornbech, duńska prawnik i polityk
- 19 października:
  - Adolfo Aristarain, argentyński reżyser, scenarzysta i producent filmowy
  - Ion Gabor, rumuński zapaśnik
  - Branko Gračanin, chorwacki piłkarz
- 20 października:
  - Franca Afegbua, nigeryjska fryzjerka i polityczka (zm. 2023)
  - Mirosława Masłowska, polska chirurg dziecięca, działaczka samorządowa, polityk, poseł na Sejm RP (zm. 2023)
  - Elżbieta Sikora, polska kompozytorka
  - Aroldo Spadoni, włoski kolarz torowy i szosowy
  - Aleksandr Stierligow, rosyjski generał-major, polityk
  - Devon Wilson, amerykańska groupie (zm. 1971)
- 21 października – Elżbieta Morciniec, polska olimpijka w jeździectwie, trenerka
- 22 października:
  - Jan de Bont, holenderski reżyser, operator i producent
  - Catherine Deneuve, francuska aktorka filmowa
  - Urszula Dudziak, polska wokalistka jazzowa
  - Wolfgang Thierse, niemiecki polityk
- 23 października: 
  - Václav Neckář, czeski piosenkarz, aktor
  - Fred Schmidt, amerykański pływak
- 24 października:
  - Martin Campbell, nowozelandzki reżyser
  - Józef Lassota, polski samorządowiec, polityk, prezydent Krakowa
  - Carlo Senoner, włoski narciarz
  - Theodor Stolojan, rumuński polityk
- 25 października:
  - Zbigniew Lew-Starowicz, polski lekarz psychiatra, psychoterapeuta, seksuolog (zm. 2024)
  - Janusz Mazurek, polski polityk, senator RP (zm. 2024)
- 27 października:
  - Roza Anagnosti, albańska aktorka
  - Carmen Argenziano, amerykański aktor (zm. 2019)
  - Arkadiusz Jadczyk, polski fizyk
- 28 października – Jimmy McRae, amerykański kierowca wyścigowy
- 29 października:
  - Christopher Cain, amerykański reżyser filmowy
  - Dušan Ivković, serbski koszykarz, trener (zm. 2021)
- 30 października:
  - Marcin Pliński, polski oceanolog
  - Joanna Shimkus, kanadyjska aktorka pochodzenia żydowsko-irlandzkiego
- 31 października:
  - Katarina Blagojević, serbska szachistka (zm. 2021)
  - Elliott Forbes-Robinson, amerykański kierowca wyścigowy
  - Paul Frampton, brytyjski fizyk
  - Flemming Østergaard, duński przedsiębiorca
- 1 listopada:
  - Salvatore Adamo, belgijski piosenkarz, kompozytor pochodzenia włoskiego
  - Jacques Attali, francuski ekonomista, wykładowca akademicki
  - Alfio Basile, argentyński piłkarz, trener
  - Fabio Ciani, włoski polityk
  - Adam Dobroński, polski polityk i samorządowiec, poseł na Sejm RP
  - Waldemar Słomiany, polski piłkarz
- 2 listopada:
  - Oldřich Pelčák, czechosłowacki kosmonauta (zm. 2023)
  - Grzegorz Spyra, polski kompozytor, muzyk (zm. 2019)
  - Bob Swaim, amerykański aktor, reżyser i scenarzysta filmowy
- 3 listopada:
  - Michał Chałoński, polski polityk, ekonomista, poseł na sejm I kadencji
  - Karol Myśliwiec, polski archeolog i egiptolog
- 4 listopada:
  - Jadwiga Giżycka-Koprowska, polska prawnik, adwokat, polityk, poseł na Sejm PRL (zm. 2022)
  - Clark Graebner, amerykański tenisista
- 5 listopada:
  - Mike Clifford, amerykański wokalista, aktor
  - Bazyli Samojlik, polski ekonomista, polityk, minister finansów (zm. 2019)
  - Sam Shepard, amerykański dramaturg, scenarzysta i aktor (zm. 2017)
  - Zbigniew Wrzesiński, polski inżynier
- 7 listopada:
  - Michael Byrne, brytyjski aktor
  - Silvia Cartwright, nowozelandzka działaczka państwowa
  - Stephen Greenblatt, amerykański krytyk i teoretyk literatury
  - Krystian Lupa, polski reżyser teatralny, scenograf, grafik, dramaturg i tłumacz
  - Joni Mitchell, kanadyjska piosenkarka
  - Michael Spence, amerykański ekonomista, laureat Nagrody Nobla
- 8 listopada:
  - Luciano Dalla Bona, włoski kolarz
  - Janusz Nowicki, polski aktor
- 9 listopada – Kazimierz Rzążewski, polski fizyk
- 10 listopada:
  - Saxby Chambliss, amerykański polityk, senator ze stanu Georgia
  - Livia Klausová, czeska ekonomistka, pierwsza dama, dyplomatka pochodzenia słowackiego
- 11 listopada:
  - Maud Nordlander, szwedzka curlerka
  - Jolanta Zykun, polska aktorka
- 12 listopada:
  - Brian Hyland, amerykański piosenkarz
  - Valerie Leon, brytyjska aktorka
  - Wallace Shawn, amerykański aktor
  - Björn Waldegård, szwedzki kierowca wyścigowy (zm. 2014)
- 13 listopada:
  - Roberto Boninsegna, włoski piłkarz
  - Mustafa Dżemilew, ukraiński polityk pochodzenia krymskotatarskiego
  - Barbara Hermel-Niemczyk, polska siatkarka, trenerka
  - Włodzimierz Korcz, polski kompozytor, pianista, aranżer i dyrygent
  - Clément Mouamba, kongijski polityk, premier Konga (zm. 2021)
- 14 listopada:
  - Rafael Leonardo Callejas, honduraski ekonomista, inżynier rolnik, przedsiębiorca, polityk, prezydent Hondurasu (zm. 2020)
  - Peter Norton, amerykański inżynier oprogramowania
  - Hans Jørn Fogh Olsen, duński astronom
  - Olle Petrusson, szwedzki biathlonista
- 15 listopada – Czesław Kur, polski judoka (zm. 2024)
- 16 listopada:
  - Juan Giménez, argentyński autor komiksów (zm. 2020)
  - Basílio Horta, portugalski prawnik, samorządowiec, polityk
  - Ilana Kohen, izraelska polityk
- 17 listopada:
  - Lauren Hutton, amerykańska modelka i aktorka
  - Axel Schultes, niemiecki architekt
- 18 listopada:
  - Łukasz Turski, polski fizyk (zm. 2025)
  - Leonardo Sandri, włoski duchowny katolicki, kardynał
- 19 listopada – Stanisław Hniedziewicz, polski prawnik, polityk, poseł na Sejm RP (zm. 2017)
- 20 listopada:
  - Graham Johnson, australijski kajakarz
  - Jadwiga Rotnicka, polska hydrolog, polityk, senator RP
  - Marek Tomaszewski, polski pianista
  - Marianna Wróblewska, polska wokalista jazzowa
- 21 listopada:
  - Phil Bredesen, amerykański polityk
  - Jacques Laffite, francuski kierowca wyścigowy
  - Orlando de la Torre, peruwiański piłkarz (zm. 2022)
- 22 listopada:
  - Jean-Louis Bruguès, francuski duchowny katolicki, arcybiskup, archiwista Świętego Kościoła Rzymskiego
  - Billie Jean King, amerykańska tenisistka
- 23 listopada:
  - Günther Beckstein, niemiecki polityk
  - Tony Bonner, australijski aktor, reżyser i producent filmowy i telewizyjny
  - Miguel Rodríguez Orejuela, kolumbijski baron narkotykowy
  - Petar Skansi, chorwacki koszykarz, trener, polityk (zm. 2022)
  - Denis Sassou-Nguesso, kongijski generał, polityk, prezydent Konga
- 24 listopada:
  - Dave Bing, amerykański koszykarz
  - Kuniwo Nakamura, palauski polityk, prezydent Palau (zm. 2020)
- 25 listopada:
  - Jan Andrew, australijska pływaczka
  - Maria Carrilho, portugalska socjolog, pedagog, polityk (zm. 2022)
  - Jerome Segal, amerykański filozof i działacz ruchu pokojowego Żydów
- 26 listopada:
  - Tadeusz Mołdawa, polski politolog (zm. 2019)
  - Marilynne Robinson, amerykańska pisarka
  - Dino Verzini, włoski kolarz
- 27 listopada:
  - Kurt Berthelsen, duński piłkarz
  - Nicole Brossard, kanadyjska pisarka
  - Jil Sander, niemiecka projektantka mody
  - Herman Suselbeek, holenderski wioślarz
- 28 listopada
  - Randy Newman, amerykański kompozytor, piosenkarz i pianista
  - Sławomir Pietras, polski menadżer kultury
- 29 listopada – Jerzy Kruża, polski gimnastyk
- 30 listopada:
  - Marian Buchowski, polski pisarz
  - Rolf Edling, szwedzki szpadzista
  - Kaoru Ikeya, japoński astronom amator
  - Uwe Laysiepen, niemiecki fotograf, performer (zm. 2020)
  - Terrence Malick, amerykański reżyser, scenarzysta i producent filmowy
  - Annette Messager, francuska artystka, feministka
  - Andrula Wasiliu, cypryjska pierwsza dama, polityk
- 1 grudnia:
  - Ortrun Enderlein, niemiecka saneczkarka
  - Finn E. Kydland, norweski ekonomista, laureat Nagrody Banku Szwecji im. Alfreda Nobla w dziedzinie ekonomii
  - Matthias U Shwe, birmański duchowny katolicki, arcybiskup Taunggyi (zm. 2021)
- 2 grudnia:
  - Wayne Allard, amerykański polityk, senator ze stanu Kolorado
  - Jan Paweł Kruk, polski aktor
  - Renata Tykierka, polska pływaczka
  - Eryk Żelazny, polski lekkoatleta
- 3 grudnia:
  - Barbara Dunin, polska piosenkarka (zm. 2020)
  - Andrzej Wybrański, polski polityk
- 4 grudnia – Pablo Ervin Schmitz Simon, amerykański duchowny katolicki, biskup Bluefields w Nikaragui
- 5 grudnia:
  - Eva Joly, francuska sędzia
  - Claes Källén, szwedzki curler
  - Andrew Yeom Soo-jung, koreański duchowny katolicki, kardynał, arcybiskup Seulu
- 6 grudnia – Wiesław Kądziela, polski duchowny katolicki
- 7 grudnia – Nick Katz, amerykański matematyk
- 8 grudnia:
  - Jim Morrison, amerykański wokalista, założyciel The Doors (zm. 1971)
  - Bodo Tümmler, niemiecki lekkoatleta
  - Mary Woronov, amerykańska aktorka
- 9 grudnia:
  - Václav Smil, kanadyjski naukowiec
  - Jan Wilim, polski piłkarz
- 10 grudnia:
  - Joshua Koshiba, palauski polityk
  - Lajos Szűcs, węgierski piłkarz (zm. 2020)
- 11 grudnia:
  - Alain de Benoist, francuski intelektualista, pisarz, politolog i dziennikarz
  - Martin Currie, kanadyjski duchowny katolicki
  - John Kerry, amerykański polityk, senator ze stanu Massachusetts
  - Tadeusz Salwa, polski samorządowiec, prezydent Krakowa (zm. 2014)
  - Jadwiga Strzelecka, polska piosenkarka
- 12 grudnia:
  - Agnieszka Pattek-Janczyk, polska chemik, nauczyciel akademicki
  - Renate Schmidt, niemiecka działaczka polityczna
  - Beate Weber-Schuerholz, niemiecka polityk
- 13 grudnia:
  - Arturo Ripstein, meksykański reżyser, scenarzysta i producent filmowy
  - Walerian Sanetra, polski prawnik
- 14 grudnia – António Simões, portugalski pisarz
- 15 grudnia:
  - Bernard Dornowski, polski muzyk, gitarzysta i wokalista
  - Jerzy Dziewulski, polski polityk, milicjant i antyterrorysta (zm. 2025)
  - Edmundo Abastoflor Montero, boliwijski duchowny katolicki, arcybiskup La Paz
  - Domingo Perurena, hiszpański kolarz (zm. 2023)
- 16 grudnia – Róbert Koltai, węgierski aktor, reżyser i scenarzysta filmowy
- 17 grudnia:
  - Ron Geesin, szkocki pianista i kompozytor awangardowy
  - Gyula Márfi, węgierski duchowny katolicki, arcybiskup Veszprému
- 18 grudnia:
  - Keith Richards, brytyjski gitarzysta, członek zespołu The Rolling Stones
  - Alan Rudolph, amerykański reżyser, scenarzysta i producent filmowy
- 19 grudnia:
  - William DeVries, amerykański kardiolog
  - Jerzy Zawisza, polski polityk, nauczyciel, oficer Wojska Polskiego, poseł na Sejm RP
- 20 grudnia:
  - Antonio Buoncristiani, włoski duchowny katolicki, arcybiskup Sieny
  - Volker Ullrich, niemiecki historyk
- 21 grudnia:
  - Aimé Anthuenis, belgijski piłkarz i trener
  - Jerzy Tarsiński, polski muzyk
- 22 grudnia:
  - Chris Bunch, amerykański pisarz science fiction (zm. 2005)
  - Donald Rubin, amerykański statystyk
  - Paul Wolfowitz, amerykański polityk
- 23 grudnia:
  - Dan Gawrecki, czeski historyk (zm. 2025)
  - Michaił Gromow, rosyjski matematyk
  - Butler Lampson, amerykański informatyk
  - Harry Shearer, amerykański pisarz, muzyk, prezenter radiowy, komik i aktor
  - Sylwia Sommerlath, królowa szwedzka, żona Karola XVI Gustawa Bernadotte
- 24 grudnia:
  - Tarja Halonen, fińska polityk
  - Christian Raymond, francuski kolarz
- 25 grudnia: 
  - Wilson Fittipaldi, brazylijski kierowca wyścigowy (zm. 2024)
  - Savino Pezzotta, włoski związkowiec, polityk
  - Hanna Schygulla, niemiecka aktorka
  - Dag Szepanski, szwedzki piłkarz pochodzenia polskiego
- 26 grudnia – Ekmeleddin İhsanoğlu, egipski naukowiec, polityk pochodzenia tureckiego
- 27 grudnia:
  - Samuel Hinds, gujański polityk, premier i prezydent Gujany
  - Peter Sinfield, brytyjski poeta, autor tekstów piosenek, producent muzyczny (zm. 2024)
  - Jean Zerbo, malijski duchowny katolicki, arcybiskup Bamako
- 28 grudnia:
  - Juan Luis Cipriani Thorne, peruwiański duchowny katolicki, arcybiskup Limy, prymas Peru, kardynał
  - David Peterson, kanadyjski polityk, premier prowincji Ontario
- 29 grudnia – Wilhelm Kubica, polski gimnastyk
- 30 grudnia – Linda Thom, kanadyjski strzelec sportowy
- 31 grudnia:
  - Wolfgang Gerhardt, niemiecki polityk (zm. 2024)
  - Horst Heese, niemiecki piłkarz
  - sir Ben Kingsley, brytyjski aktor
- Data dzienna nieznana:
  - Izz ad-Din Salim, iracki działacz polityczny, pisarz i filozof (zm. 2004)
  - Jacek Hołówka, polski filozof i etyk
  - Robert Mucha, polski prawnik, kierowca rajdowy i przedsiębiorca
  - Piotr Soyka, polski przedsiębiorca, menadżer, prezes zarządu Gdańskiej Stoczni „Remontowa” (zm. 2020)
  - Rafał Strent, polski malarz i grafik
  - Adriana Szymańska, polska poetka, eseistka, krytyczka literacka, tłumaczka, autorka książek dla dzieci i dorosłych

## Zdarzenia astronomiczne
- 4 lutego – całkowite zaćmienie Słońca

## Nagrody Nobla
- z fizyki – Otto Stern
- z chemii – George de Hevesy
- z medycyny – Henrik Dam, Edward Doisy
- z literatury – nagrody nie przyznano
- nagroda pokojowa – nagrody nie przyznano

## Święta ruchome
- Tłusty czwartek: 4 marca
- Ostatki: 9 marca
- Popielec: 10 marca
- Niedziela Palmowa: 18 kwietnia
- Pamiątka śmierci Jezusa Chrystusa: 19 kwietnia
- Wielki Czwartek: 22 kwietnia
- Wielki Piątek: 23 kwietnia
- Wielka Sobota: 24 kwietnia
- Wielkanoc: 25 kwietnia
- Poniedziałek Wielkanocny: 26 kwietnia
- Wniebowstąpienie Pańskie: 3 czerwca
- Zesłanie Ducha Świętego: 13 czerwca
- Boże Ciało: 24 czerwca